# 소련의 붕괴
| - 1. 아르메니아 - 2. 아제르바이잔 - 3. 벨라루스 - 4. 에스토니아 |  | - 5. 조지아 - 6. 카자흐스탄 - 7. 키르기스스탄 - 8. 라트비아 |  | - 9. 리투아니아 - 10. 몰도바 - 11. 러시아 - 12. 타지키스탄 |  | - 13. 투르크메니스탄 - 14. 우크라이나 - 15. 우즈베키스탄 |

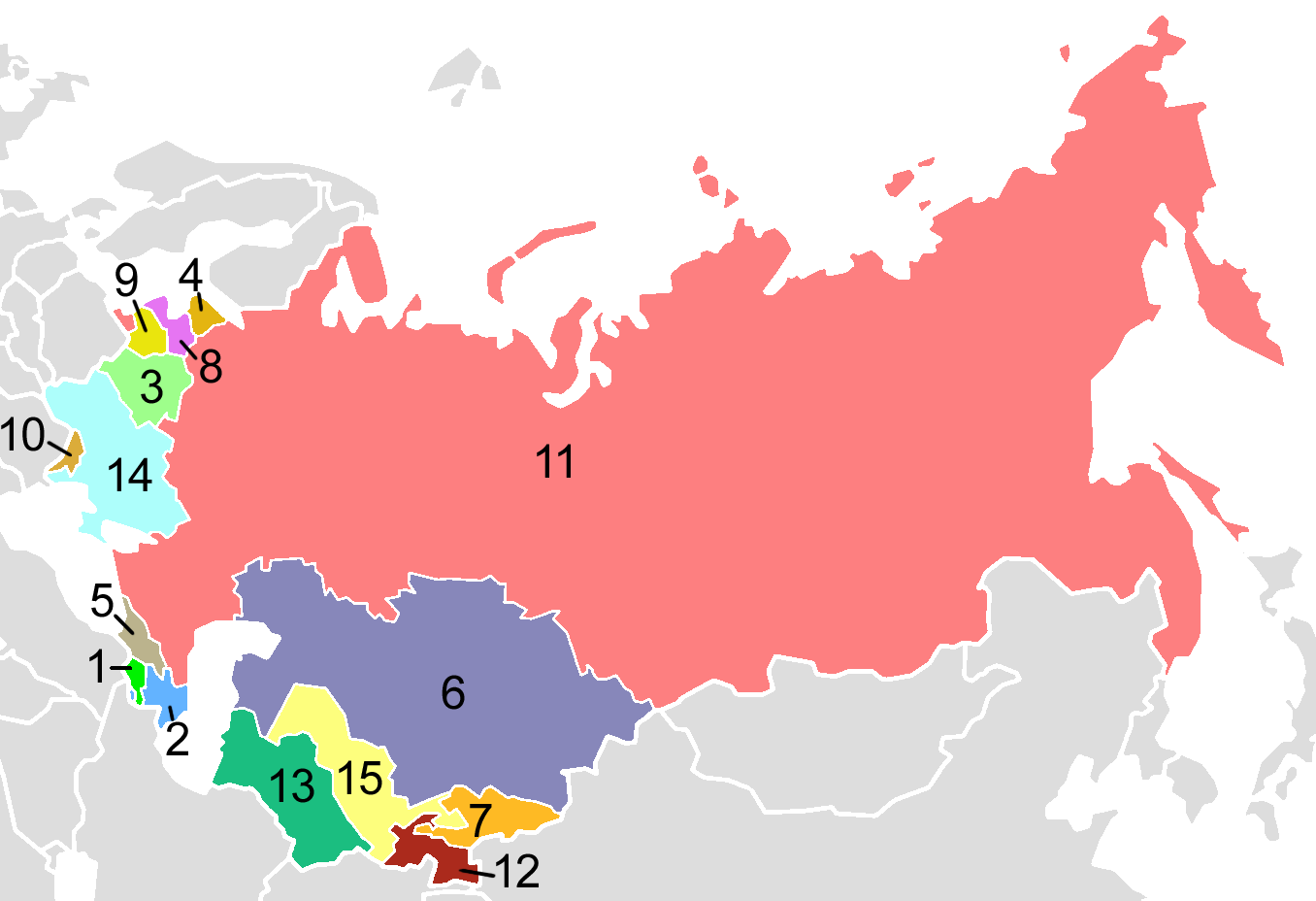
구소련 국가들. (알파벳 순)

소련의 붕괴(러시아어: распад СССР)는 1991년 12월 26일 소련 최고 소비에트의 142-Н 선언에 따라 공식적으로 소련이 해체되면서 이루어졌다. 이 선언문은 모든 소련의 공화국의 독립을 인정하며 독립국가연합(CIS) 수립을 허용하는 안이었다. 그 전날인 1991년 12월 25일엔 소련의 대통령이자 소련의 지도자였던 미하일 고르바초프가 대통령직을 사임하고 소련 지도부를 해체했으며 소련의 핵무기 발사 시스템을 포함한 전권을 러시아의 대통령 보리스 옐친에게 승계했다. 이날 저녁 7시 32분, 모스크바 크렘린에 마지막으로 소련의 국기가 내려가고 혁명 이전에 사용된 러시아의 국기가 게양되었다.
그보다 전인 1991년 8월부터 12월 사이에는 러시아를 포함한 소련의 모든 공화국들이 연방에 탈퇴하거나 소련 수립 조약에 탈퇴했다. 연방이 공식적으로 해체되기 일주일 전, 소련의 11개 공화국은 소련 해체에 합의하고 CIS 수립을 선언한 알마아타 조약에 서명했다. 1989년 혁명과 소련의 붕괴는 냉전 종식의 신호탄이었다.
전 소비에트 국가들 중 몇몇은 독립국가연합, 유라시아 경제 공동체, 러시아 벨라루스 연맹국, 유라시아 관세동맹, 유라시아 경제 연합 등을 통해 소련 붕괴 이후에도 러시아와 긴밀한 유대 관계를 맺고 있다. 반면에 발트 3국과 핀란드는 북대서양 조약 기구(NATO)와 유럽 연합(EU)에 가입하며 서구권과 긴밀한 유대 관계를 맺고 있다.

## 1985년

### 모스크바: 미하일 고르바초프, 새 서기장

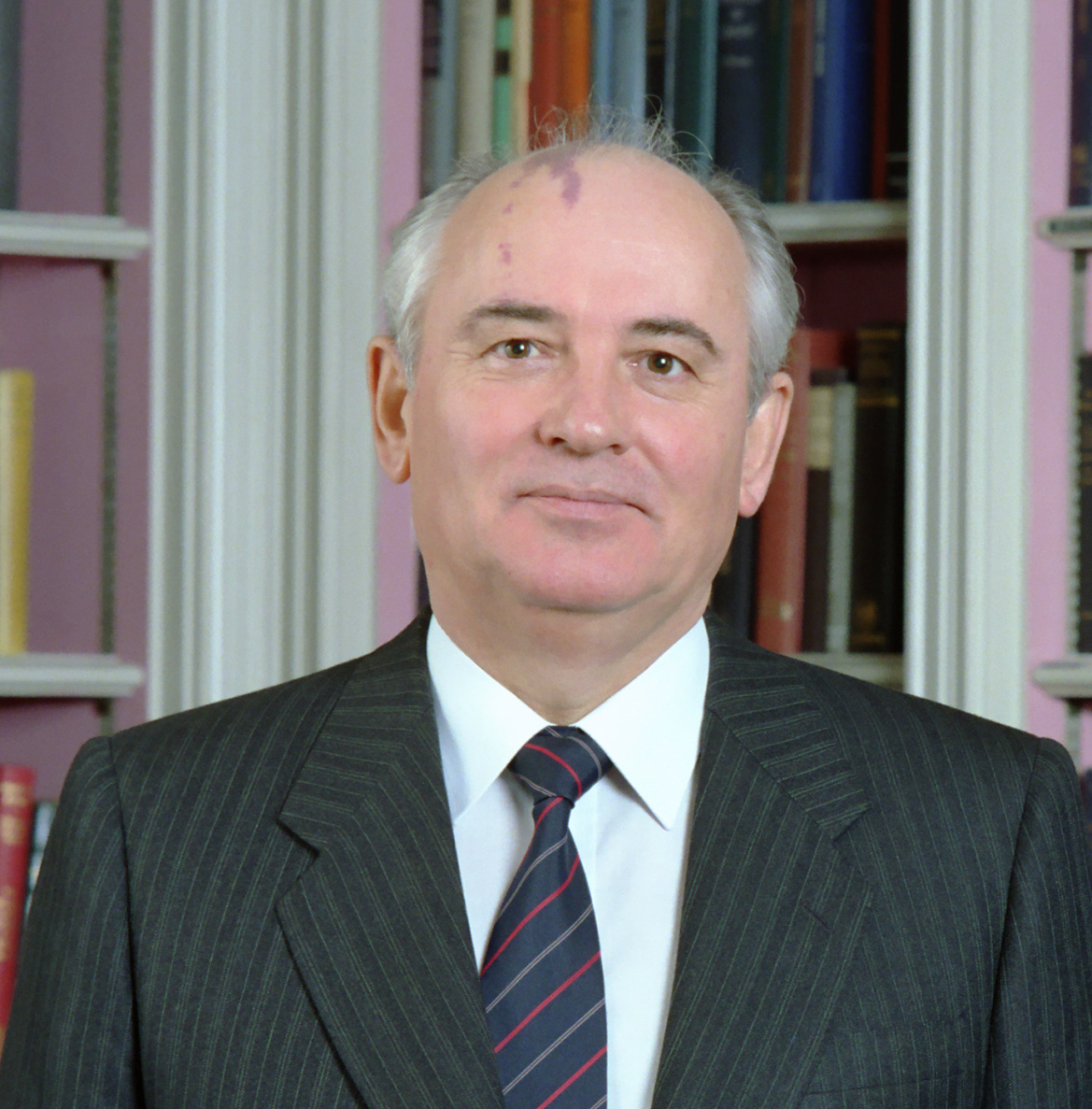
1987년의 미하일 고르바초프

1985년 3월 11일, 73세의 콘스탄틴 체르넨코 서기장이 사망한 지 3시간 후 열린 소련 공산당 정치국 선거에서 미하일 고르바초프가 소련 공산당 서기장에 선출되었다. 54세의 고르바초프는 당시 정치국 위원 중 제일 젊은 사람이었다. 서기장으로써 고르바초프의 첫 목표는 소련의 경제의 부흥이었으며, 그는 경제 부흥을 위해서는 우선 경제 및 정치 개혁을 해야 한다고 생각했다. 이 개혁은 정치적, 경제적 변화를 싫어하는 브레즈네프 시기 관리들의 인사 개혁부터 시작했다. 1985년 4월 23일엔 고르바초프의 스승이었던 예고르 리가초프와 니콜라이 리즈코프를 정치국원으로 보냈다. 또한, KGB 의장이었던 빅토르 체브리코프를 후보국원에서 정치국원으로 선출시키고 국방장관이었던 세르게이 소콜로프를 후보국원으로 선출시켜 강한 '권력'을 가진 관료부를 안심하게 만들었다.
하지만, 이러한 개혁개방은 소련 내 민족주의 운동 및 민족분규를 조장했다. 또한, 1989년 혁명으로 루마니아를 제외한 소련 영향권 하의 바르샤바 조약 기구 국가들에 공산주의 정권이 축출되면서, 고르바초프에게도 소련 내 각 공화국들에게 더 많은 민주주의와 자치권 그리고 자유를 달라는 요구가 빗발쳤다. 고르바초프 지도 하에 1989년 소련 공산당은 새롭게 수립한 소련 인민대표대회 의원선거에 일부 제한된 간접 선거를 실시한다. 하지만, 1991년까진 공산당 외 다른 정당은 금지되어 있었다.
1985년 5월, 고르바초프는 레닌그라드에서 개혁을 지지하고 수많은 알코올 의존증들에 대한 금주 캠패인에 대한 연설을 하였다. 알코올 소비 억제를 위해 보드카, 와인, 맥주의 가격을 인상하고 주류 배급제를 실시했다. 보통 부족한 물품을 유지하기 위한 전략으로 실시하는 일반적 배급제와는 달리, 주류 배급제는 초기부터 주류 소비를 줄이기 위한 목표로 판매 제한을 위해 실시했다. 이 외에도 고르바초프는 금주 정책 홍보, 공공장소의 음주에 대한 벌금형 재정, 옛 영화의 음주 장면에 대한 검열 등을 시행했다. 이 정책은 제1차 세계 대전 시기 전시 노력을 위해 알코올 의존증자를 감소하기 위해 시행한 니콜라이 2세의 정책을 본딴 것이었다. 그러나, 시행 초기 정책들엔 고르바초프 프로그램의 목적으로 보이지 않았던 곡물 절약에 치우처져 있었다. 고르바초프는 결국 이 정책으로 니콜라이 2세 차르와 사실상 마찬가지로 심각한 경제적 어려움에 부딪치게 되었다. 주류 소비가 감소하자 국가 예산에 심각한 타격을 주었으며, 알렉산드르 니콜라예비치 야코블레프는 연간 세금 징수액이 약 1천억 루블이나 감소하였다고 말했다. 또한, 주류 소비도 집에서 자체적으로 기른 감자를 이용한 "욕조 보드카"라는 밀조주가 나타나고 암시장이 성행했다. 또한 가난하고 교육 수준이 낮은 러시아인들이 아세톤, 메탄올, 향수 등과 같이 건강에 해로운 알코올 대체제를 마시고 중독되는 사례가 늘어나면서 소련의 보건의료 분야 지출에도 심각한 부담을 안겼다. 이 개혁은 시장사회주의 경향이 있던 후기 개혁과는 달리 계획 경제를 유지하기 위한 개혁 조치였다.
1985년 7월 1일엔 조지아 공산당 제1서기였던 예두아르트 셰바르드나제가 정치국원이 되었으며, 그 다음날엔 안드레이 그로미코를 해임하고 셰바르드나제가 소련 외무부 장관이 되었다. 그로미코는 28년간 외무장관으로 지내면서 서방에게 거부 씨(Mr. Nyet)로 비난을 받은 바 있었다. 그로미코는 상징적인 직위인 최고 소비에트 상임간부회 주석으로 쫓겨났으며 "구체제 사상가"로 지목당했다. 7월 1일에는 그리고리 로마노프를 정치국원에서 축출시켜 경쟁자를 제거했고, 보리스 옐친과 레브 자이코프를 사무국원으로 선출했다.
1985년 가을 내내 고르바초프는 젊고 개혁적인 인물을 정부 내로 들여왔다. 9월 27일, 각료평의회 주석(총리)에 73세의 니콜라이 티호노프 대신 니콜라이 리즈코프가 취임했고 10월 14일엔 국가계획위원회장에 니콜라이 바이바코프 대신 니콜라이 탈리신이 취임했다. 10월 15일 치러진 중앙위원회 회의에선 티호노프가 정치국원에 물러나고 탈리신이 후보국원이 되었다. 마지막으로 12월 23일엔 고르바초프가 모스크바 공산당 제1서기에 빅토르 그리신 대신 옐친을 임명했다.

## 1986년

### 사하로프
고르바초프는 지속적으로 개혁 개방 정책을 밀고나갔다. 1986년 12월 23일, 소련 내 반체제 인사 중 가장 거물이었던 안드레이 사하로프는 고르바초프와 통화 대담을 한 후 7년간의 국내 망명 생활을 끝내고 모스크바로 돌아왔다.

### 서부 공화국

#### 체르노빌 원자력 발전소 사고

체르노빌 발전소 사고 원자로의 모습.

1986년 4월 26일, 우크라이나의 체르노빌에서 원자력 발전소 사고가 발생했다. 이는 당시 국제 원자력 사고 척도에서 가장 높은 7등급을 부여받았다. 이 사고로 인해, 사고 시설 주변 30km는 접근이 일부 제한되었고, 누출된 방사능으로 인해 벨라루스-우크라이나-러시아 국경 부근은 이용이 불가능하다.
이 사건으로 인해 소련의 원자력에 대한 큰 타격을 입었을 뿐 아니라, 복구 비용으로 3억 2700만 달러로 추산되는 등 재정에도 큰 피해를 입게 되었다.

### 발트 국가
1944년 소련에 강제로 병합된 발트 국가들은 1988년 11월 에스토니아 정부가 중앙정부의 통제에 저항하는 법률을 수립한 것을 시작으로 본격적으로 독립을 요구했다. 고르바초프는 중앙유럽의 소련 통제는 많이 풀어주었으나 발트 해 지역의 분리독립은 용납할 수 없고 필요한 경우 금수조치와 무력 사용을 통해 진압할 것이라 말했다. 또한 정치국에선 폴란드와 체코슬로바키아의 공산정권을 유지하기 위해 무력을 사용하는 것은 사실상 불가능하다고 결론내렸으나, 이러한 공산정권 붕괴가 소련에게까지 이저지진 않을 것이라고 내다봤다.

#### 라트비아: 헬싱키-86

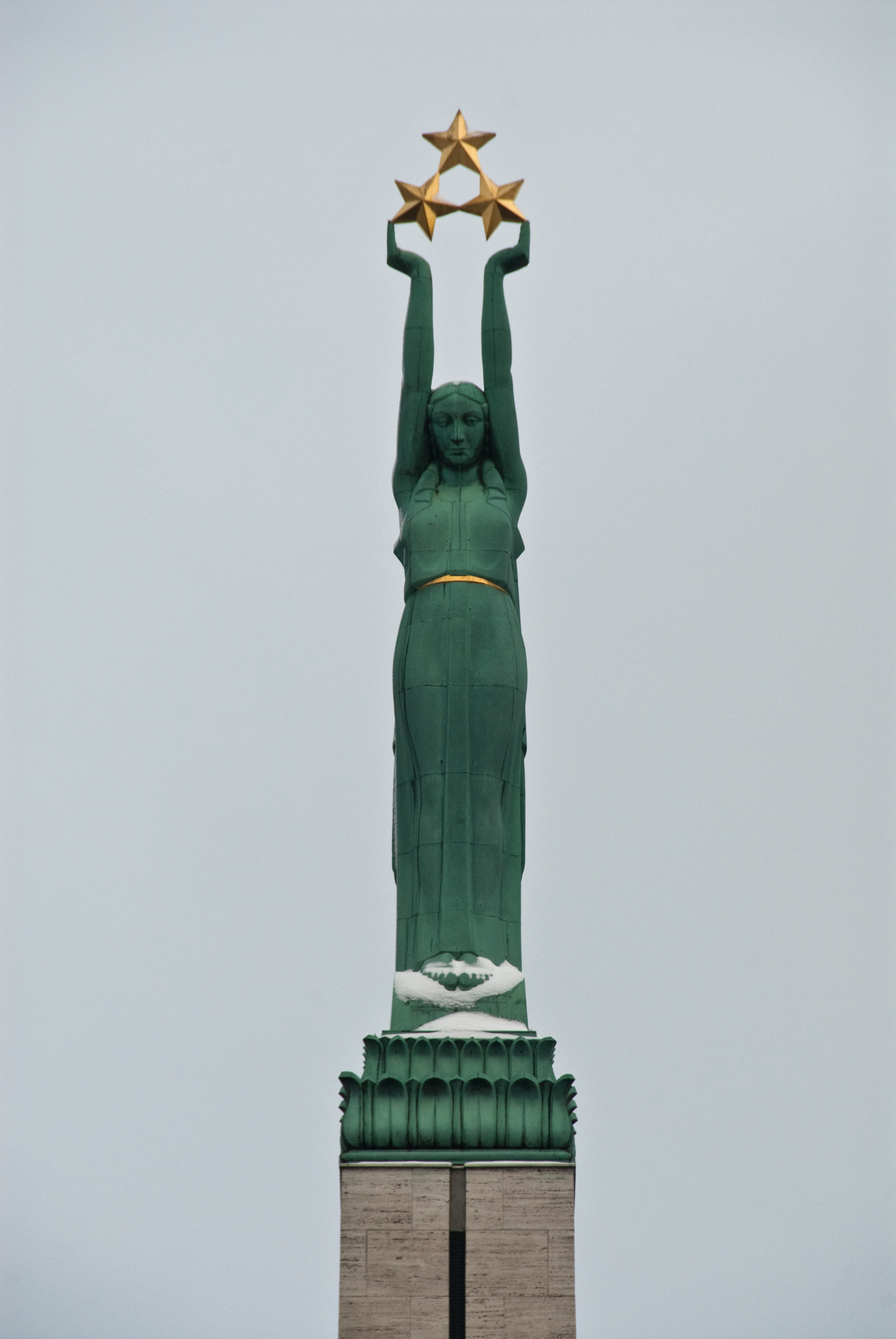
리가의 자유 기념비 모습. 이 기념비는 1986년 리가 시위가 일어났던 곳이었다.

CTAG(라트비아어: Cilvēktiesību aizstāvības grupa, 인권수호연대) 헬싱키-86은 1986년 7월 라트비아의 항구 도시 리예파야의 노동자 리나르츠 그란틴슈, 라이몬츠 비테니엑스, 마르틴슈 바리스 3명이 모여 설립됐다. 단체의 이름은 헬싱키 협정 인권 선언문을 따 지어졌다. 헬싱키-86은 소련 내 최초의 공개적 반공주의 단체였으며, 처음으로 소련에게 반대하는 소수민족 친독립파 운동 단체였다.
1986년 12월 26일, 록 콘서트가 끝난 이른 아침 라트비아 노동자 300명이 리가 대성당 광장에 모여 레닌 에비뉴를 향해 행진하며 "볼셰비키와 소비에트 러시아는 물러나라! 자유 라트비아 만세!"를 외치며 시위를 벌였다. 보안군과 시위대 사이 충돌이 일어났고 경찰차 수 대가 뒤집혔다.

### 중앙아시아

알마티의 자유 기념비

#### 카자흐스탄: 젤토크산 봉기
1986년 12월, 카자흐스탄 공산당 제1서기가 고르바초프의 압박으로 카자흐인인 딘무함마드 쿠나예프가 러시아 SFSR 소속의 제나디 콜빈으로 바뀐 것에 반발해 카자흐 SSR 알마아타에 소요사태가 일어났다. 이 시위는 1986년 12월 17일 아침, 브레즈네프 광장 앞에서 학생 2-300명이 모여 제1서기 쿠나예프의 해임과 러시아인으로 바뀐 것에 대해 항의했다. 나중에 다른 학생들이 시위 군중에 합류하며 1,000-5,000명까지 늘어났다. 카자흐스탄 공산당 중앙위원회는 내무군, 드루지니키(자원군), 사관후보생, 경찰관, KGB 병력들을 광장으로 모여 시위대를 압박하고 녹화하라 명령했다. 그날 오후 5시엔 군대가 시위대를 해산시키란 명령을 내리면서 상황이 더욱 악화되었다. 이날 밤 알마티엔 보안군과 시위대의 충돌이 계속되었다.
다음 날인 12월 18일엔 시위대와 보안군, 자원군, 민병대 간 충돌로 소요사태로 바뀌었고 카자흐스탄 학생들은 대규모로 대치했다. 셋째 날이 되어서야 충돌이 잠잠해지는 듯 했다. 하지만 알마아타 사건의 소식이 다른 곳으로 퍼지면서 심켄트, 파블로다르, 카라간다, 탈디코르간에도 소규모 시위가 이어졌다. 카자흐 SSR 정부의 보고에 따르면 이 소요로 대략 3,000명이 사망한 것으로 추정된다. 하지만 일부에선 수감자 5천명을 포함해 3만-4만명이 체포되었으며, 사상자는 추측할 수도 없다고 주장하기도 한다. 젤토크산 봉기 지도자는 이 시위에 카자흐인 6만명이 참여했다고 주장했다. 카자흐 SSR 정부는 이 소요사태로 자원군 경찰과 학생을 포함해 2명이 사망했다고 주장한다. 두 사람 모두 머리에 큰 충격으로 외상을 입어 사망한 것으로 추정된다. 약 100여명이 구금되었고 몇몇은 노동수용소(굴라크)로 끌려갔다. 미국 의회도서관을 인용한 소식통에서는 최소 2백명이 사망하거나 사건 이후 즉결처형 당했다고 추정하고 있다. 일부에선 약 천명 이상이 사망한 것으로 추정한다. 작가 무흐타르 사하노프는 KGB에게 168명이 사살당했다고 주장했으나 이에 대해선 정확하게 확인되지 않았다.

## 1987년

### 모스크바: 1당 민주주의
1987년 1월 28일부터 30일까지 있었던 중앙위원회 총회에서 고르바초프는 소비에트 사회 전역에 걸쳐 데모크라티자치야(민주주의화)라는 새로운 정책을 도입하자고 제안했다. 고르바초프는 향후 공산당 선거는 비밀투표를 통해 비당원을 포함한 다수의 후보들 중 한명을 뽑아 선출하는 형태가 되어야 한다고 주장했다. 하지만 CPSU 총회 대표안에선 고르바초프의 제안이 받아들여지지 않았으며, 공산당 내에서 민주주의 이행에 대해선 큰 신경을 쓰지 않았다.
또한, 고르바초프는 글라스노스트의 확대에도 주안점을 두면서 언론 매체에 제한 없는 공개 토론을 열어야 한다고 주장했다. 이러한 주장에도 불구하고 소련 인텔리 계층은 그의 목소리를 받아들이고 실제로 시행할 때까지 약 1년이나 미루었다. 이 때 처음으로 공산당 지도자가 중앙위원회 국원들에게 더 많은 자유를 바라는 민중의 지지를 말하며 호소했다. 이 전술은 성공적이었으며, 결국 2년도 못되어 당내 '보수주의자'의 개혁 반대는 막히게 되었으며 정치 개혁이 진행되었다. 하지만 고르바초프의 개혁안은 결국 의도치 않게 개혁할 그 시스템 자체를 죽여버리는 결과를 낳게 되었다.
1987년 2월 16일, 1950년대 흐루쇼프 해빙기 이후 처음으로 정치범 수십명이 사면되었다. 5월 6일에는 러시아 민족주의 단체 팜야트가 처음으로 모스크바에서 허가받지 않은 시위를 열었다. 정부는 시위대를 해산시키지 못했으며, 오히려 길을 터주어 시위대가 행진하여 당시 모스크바 공산당 총수이자 고르바초프와 가장 가까운 측근이었던 보리스 옐친과 즉석 회담을 열었다. 7월 25일엔 크림 타타르족 300여명이 모스크바 크렘린 벽에 모여 1944년 크림 타타르족의 강제 이주에 대해 항의하고 고향으로 보내달라는 내용의 시위를 수시간동안 벌였다. 경찰과 군은 이 시위를 지켜보기만 했다.
1987년 9월 10일, 모스크바에 강경파 정치국원 예고르 리가쇼프가 금지되었던 시위 2개를 허용시키는 내용에 대해 강력하게 반발하는 발언을 한 후, 보리스 옐친은 흑해에서 휴가를 보내던 고르바초프에게 사임 서한을 보냈다. 고르바초프는 충격을 받았다. 지금까지 그 누구도 정치국원을 자발적으로 사임하겠다 한 사람은 없었기 때문이었다. 1987년 10월 27일 예정된 중앙위원회 본회의에서는 옐친이 고르바초프에게 보낸 사임서에 써져 있는 어떠한 문제도 해결하지 못했으며, 개혁의 속도가 너무 느리고 서기장의 행동에 대해 비판하며 리가쇼프를 비판하였다. 이로 인해 옐친의 정치국원 해임으로 이어지게 된다. 1920년대 레프 트로츠키 이래로 이 정도로 중앙위원회 앞에서 당 지도자를 직접적으로 언급한 적은 없었다. 이에 대해 고르바초프는 옐친의 '정치적 미숙함'과 '절대적인 무책임성'에 대해 비판하였다. 이 회의에선 그 누구도 옐친을 지지하지 않았다.
그럼에도 불구하고, 옐친의 이러한 행동과 '비밀스런 언변'에 대해 소식이 확산되었으며 곧 이를 다룬 사미즈다트(지하 출판물)가 퍼지기 시작했다. 이는 옐친이 소련 반대파의 수장이 되는 계기가 되었으며 대중에게 반권위적인 이미지로 퍼지게 된다. 옐친과 고르바초프의 정치적 투쟁은 소련 붕괴에 많은 영향을 주었다. 1987년 11월 11일, 옐친은 모스크바 공산당 제1서기에 해임되었다.

### 발트 국가: 강제 병합 항의 시위
1987년 8월 23일은 1939년에 이오시프 스탈린과 아돌프 히틀러가 당시 독립국이었던 발트 국가를 소련에 병합한다는 내용의 독일-소련 불가침 조약이 맺어진지 48주년이 된 날이었다. 이날 발트 3국의 수도 세곳에서 수천명의 시위대가 스탈린에게 학살당한 사망자들을 추모하는 시위를 벌였다. 이 집회는 소련 공식언론엔 큰 비판을 받았고 경찰도 밀접하게 감시했으나 시위가 방해받진 않았다.

#### 라트비아 시위
1987년 6월 14일, 라트비아 리가의 자유기념탑에 5,000명이 모여 1941년 스탈린의 라트비아인 강제 이주에 항의하는 시위를 열고 헌화했다. 이는 공식 소비에트 역사에선 부정하는 사건을 추모하기 위해 발트 공화국에 연 첫 대규모 시위였다. 정부는 이 시위를 진압하지 않았으며, 발트 3국 전역에 이와 유사한 항의 시위가 열렸다. 8월 23일 몰로토프 조약 항의 시위가 열린 후, 11월 18일엔 1918년 라트비아 독립기념일에 대규모 시위를 열었다. 1987년 11월 18일엔 경찰과 민병대 수백명이 시위를 막기 위해 자유기념탑과 중앙광장을 둘러쌌지만, 리가 거리에서 수천명이 침묵 시위를 열었다.

#### 에스토니아의 첫 시위
1987년 봄, 에스토니아에 새로운 인산염 광산 개발에 반대하는 인광석 전쟁이라는 일련의 시위가 일어났다. 타르투에서 반대 서명을 모집하였으며, 대학생들은 중앙 강당홀에 모여 정부의 대응 부족을 비판하며 시위를 열었다. 1987년 5월 1일엔 소련정부가 관련 시위 금지령을 내렸으나 배너와 슬로건을 들고 항의 시위를 열었다. 8월 15일에는 전 정치범 틸 마디슨을 총수로 한 MRP-AEG 단체(몰로토프-리펜드로프 조약 공개를 위한 에스토니아인 모임)을 창설했다. 1987년 9월엔 '에다시' 신문에 에드가르 사비사르, 심 칼라스, 티트 마데, 미크 티트마 등이 작성한 에스토니아의 자치국 요구에 대한 글을 기재했다. 경제적 독립을 얻은 후 차근차근 정치적 자치를 얻는다는 목표의 이 자치안은 처음엔 에스토니아 자치안(Isemajandav Eesti)으로 알려졌으나 나중엔 '기적'을 의미하는 에스토니아어 약자 IME로 퍼졌다. 10월 21일엔 버루에서 1918년부터 1920년까지 있었던 에스토니아 독립 전쟁에 사망한 사람들을 추모하는 시위가 일어났는데, 시위대와 민병대와 큰 충돌이 일어났다. 이날 처음으로 청-흑-백으로 이루어진 에스토니아의 국기가 공공장소에 휘날렸다.

### 캅카스

#### 아르메니아: 나고르노카라바흐의 환경 문제

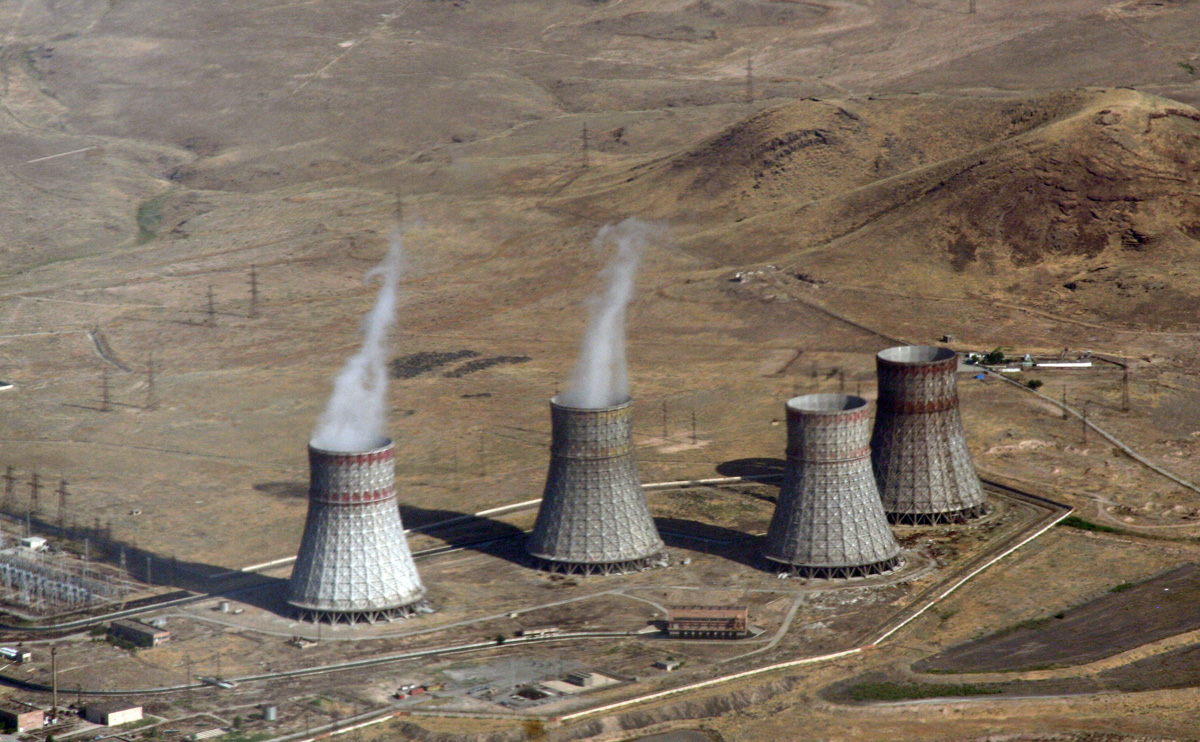
메차모르에 건설된 원자력 발전소의 환경 문제로 인해 아르메니아에서 시위가 일어났다.

1987년 10월 17일, 예레반에서 약 3천명이 나이리트 화학플랜트가 세반호를 오염시키고 있으며, 메차모르 원자력 발전소가 예레반의 공기 질을 심하게 악화시키고 있다고 항의하며 거리 시위에 나섰다. 경찰은 시위를 막으러 했으나 거리 행진을 막을 순 없었다. 이 시위는 아르메니아 작가인 실바 카푸티키안, 조리 발라얀, 마로 마르가리안 및 국가수호조직 지도자들이 모여 계획했다. 이 행진은 지식인들의 사전 연설 이후 오페라 플라자에서 행진하는 것으로 구성되었다.
다음 날인 10월 18일엔 카라바흐에서 아르메니아 천여명이 아르메니아인의 권리를 요구하며 시위를 벌였다. 이 시위대는 나히체반 및 나고르노카라바흐 지역의 아르메니아 병합을 요구하는 플랜카드를 흔들었다. 경찰은 시위대를 분산시키러 수 차례 노력했으며 몇차례 충돌 후 시위는 해산되었다. 하지만 나고르노카라바흐 지역은 다음 해부턴 폭력적 충돌로 사건이 커졌다.

## 1988년

### 모스크바: 통제 상실 시작
1988년 고르바초프는 소련의 두 지역에 대한 통제를 잃어버리기 시작했는데, 하나는 발트 해 지역으로 이들은 독립을 향해 움직이고 있었고 다른 하나는 코카서스로 폭력과 내전, 민족분규로 통제력을 잃고 있었다.
제19차 당대회의 넷째 날이자 마지막 날인 1988년 7월 1일, 고르바초프는 소련 인민대표대회라 불리는 새로운 최고입법기관을 창설하자는 막판 제안에 대표단을 지지를 받는 데 성공했다. 보수파들은 이에 저항했으나 고르바초프는 당과 국가를 분리하려는 일련의 헌법 개혁에 착수했고 이를 통해 당내 보수파 당원을 고립시켰다. 새로 창설할 인민대표회의의 세부 안건은 1988년 10월 2일 나왔으며, 새로운 입법부 창설 절차에 들어갔다. 1988년 11월 29일부터 12월 1일까지 있었던 최고 소비에트 총회에서 1977년 소련 헌법 개정안이 통과되었고 선거 개혁과 관련된 법률이 통과되어 1989년 3월 26일 총선거를 하기로 결정했다.
1988년 11월 29일엔 소련 정부가 모든 외국어 라디오 방송에 대한 전파방해를 중단했으며, 소련 국민은 처음으로 공산당의 통제를 받지 않고 무제한적으로 해외 뉴스를 들을 수 있게 되었다.

### 발트 국가: 주권 운동
1986년에서 1987년 사이 라트비아는 개혁을 요구하면서 발트 3국의 운동에 선두에 서 있었다. 1988년 에스토니아는 소련 내 처음으로 인민전선을 만들어 영향을 주기 시작했고, 국가 정책에 영향을 주기 시작하면서 발트 3국의 주역을 맡았다.

#### 에스토니아 인민 전선
에스토니아 인민 전선은 1988년 4월 창설되었다. 1988년 6월 16일, 고르바초프는 에스토니아 공산당 제1서기를 '보수파' 지도자인 카를 바이노에서 소련의 니카라과 주재 대사이자 비교적 자유파에 서 있던 바이노 발랴스로 바꾸었다. 1988년 6월 말엔 발랴스가 에스토니아 인민 전선의 압박을 받아 에스토니아의 구 국기인 청-흑-백 국기 계양을 합법화하고 에스토니아어를 공화국 공식 언어로 바꾸는 언어법 통과에 찬성했다.
10월 2일, 인민전선은 공식적인 정치적 기반을 내세우며 이틀간의 총회를 열었다. 발랴스는 이들을 만나 에스토니아의 정치 및 경제 부흥 모델을 지원하겠다고 하면서 대신 분리주의 및 급진주의적 경향을 자제시켜 달라고 요구했다. 1988년 11월 16일, 에스토니아 SSR 최고 소비에트는 에스토니아 법이 소련법보다 더 우선하다는 국가주권선언을 통과시켰다. 에스토니아 의회는 국토, 영해, 숲, 지하자원, 공업, 농업, 건설업, 국가 은행업, 교통업, 기타 에스토니아 국경 내의 모든 산업과 서비스는 에스토니아가 가진다는 안건도 통과시켰다.

#### 라트비아 인민 전선
라트비아 인민 전선은 1988년 6월 창설되었다. 10월 4일, 고르바초프는 라트비아 공산당 제1서기를 보수파인 보리스 푸고에서 좀 더 자유주의적인 자니스 바그리스로 교체했다. 1988년 10월, 바그리스는 라트비아 인민 전선의 압력을 받고 독립 라트비아의 적-백-적 기를 합법화했으며, 10월 6일에는 라트비아어를 공화국 공식 언어로 선포하는 새로운 언어법을 채택했다.

#### 리투아니아 사유디스

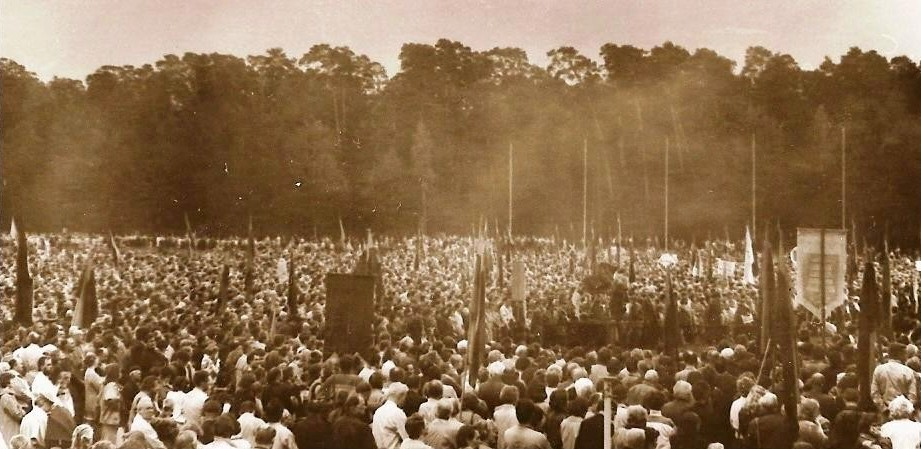
1988년 8월 23일 리투아니아의 빙기스 공원에서 열린 '발트의 길' 행진 시위. 이 시위는 사유디스가 주도했으며 25만명의 시위대가 시위에 가담하였다.

일명 사유디스(리투아니아어로 운동을 의미)이라 불리는 리투아니아 인민 전선은 1988년 5월 창설되었다. 1988년 10월 19일, 고르바초프는 리투아니아 공산당의 제1서기를 보수파인 링가우다스 송가일라를 좀 더 자유파인 알기르다스 브라자우스카스로 교체했다. 1988년 10월 브라자우스카스는 사유디스의 압력을 받고 독립 리투아니아의 국기인 황-녹-적 국기를 합법화했으며 1988년 11월에는 리투아니아어를 공화국의 공식 언어로 하는 새로운 언어법을 통과시켰다.

### 캅카스의 반란

#### 아제르바이잔: 폭력 사태

숨가이트 포그롬 당시의 영상을 기록한 사진.

1988년 2월 20일, 아제르바이잔 SSR에서 아르메니아인 다수 거주 구역인 나고르노카라바흐 자치주의 수도 스테파나케르트에서 시위가 7일 넘게 이어지자, 지역 소비에트는 아제르바이잔에서 독립하여 아르메니아 SSR에 합병한다는 안을 통과했다. 작고 모스크바에서 멀리 떨어진 소련의 지역 투표는 전세계의 헤드라인을 장식했는데, 이는 전례없는 공화국 및 소련 정부에 대한 도전적 행위였기 때문이었다. 2월 22일에는 아스케란 충돌이라는 사건이 일어나 카라바흐 경찰에게 아제르바이잔인 2명이 사망했다. 이 사망 소식은 국가 라디오를 통해 퍼져 숨가이트 포그롬 사태가 일어났다. 2월 26일부터 3월 1일 사이 아제르바이잔의 숨가이트에서는 반아르메니아 폭력사태가 일어났으며 약 32명이 사망했다. 소련 정부는 이 지역의 통제력을 완전히 잃었고 공수부대와 전차를 동원해서 도시를 점령했다. 숨가이트에 살던 아르메니아인 14,000명은 거의 다 아르메니아로 도망쳤다.
고르바초프는 아제르바이잔의 나고르노카라바흐 영토에 대한 어떠한 변화도 허용하지 않기로 하였다. 고르바초프는 대신 2개 공화국의 공산당 지도자를 교체했다. 1988년 5월 21일, 아제르바이잔 공산당의 제1서기를 캄란 바히로프에서 압둘라흐만 바지로프로 교체했다. 1988년 7월 23일부터 9월까지 아제르바이잔 지식인들이 모여 새로운 단체를 만들었는데, 에스토니아 인민 전선을 본딴 이 단체는 아제르바이잔 인민 전선으로 이름붙여졌다. 9월 17일엔 스테파나케르트 근처에서 아르메니아인과 아제르바이잔인 사이에 총격전이 벌어져 군인 2명이 사망하고 2명 이상이 부상을 입었다. 이 충돌로, 나고르노카라바흐의 대도시 2곳에선 대규모 민족추방이 일어났다. 스테파나케르트에선 아제르바이잔인 소수민족이 추방당했고, 슈샤에선 아르메니아인 소수민족이 추방당했다. 1988년 11월 17일엔 아르메니아에서 아제르바이잔인 수천명이 추방당하자 그에 맞대응해 아제르바이잔의 수도 바쿠의 레닌광장에 대규모 시위가 일어났고 18일엔 50만명까지 불어났다. 12월 5일엔 소련 민병대가 개입을 시작하여 무력으로 광장을 비우고 10달간 통행금지령을 내렸다.

#### 아르메니아: 대봉기
나고르노카라바흐의 아르메니아인 반란은 아르메니아 내에도 큰 영향을 주었다. 2월 18일 예레반에서 시작된 일일 시위는 처음엔 사람들이 거의 없었으나, 매일 나고르노카라바흐 문제가 언급되자 시위대가 불어나기 시작했다. 2월 20일엔 오페라 광장에 3만명의 시위대가 모였으며, 2월 22일엔 10만명, 그 다음날인 2월 23일엔 30만명이 모이고 대중교통 파업이 시작되었으며 2월 25일엔 아르메니아 인구의 1/4인 백만명이 시위에 모였다. 이 시위는 프라하, 베를린, 그리고 마침내 모스크바로도 퍼질 공산주의가 붕괴되는데 큰 영향을 준 '거대한 평화시위'의 시작이었다. 5월달엔 이 시위에서 아르메니아 지식인과 민족주의자가 모여 아르메니아의 초대 대통령이 될 레본 테르페트로샨을 포함한 11명이 카라바흐 위원회를 만들고 새로운 운동을 펼치기 시작했다.
고르바초프는 아제르바이잔 영토의 나고르노카라바흐에 대한 어떤 영토 변화도 허락하지 않았다. 1988년 5월 21일 아르메니아 공산당 제1서기를 카렌 데미르치얀에서 수렌 하루추냔으로 교체했다. 하지만 하루추냔은 민족주의 바람을 적극적으로 이용하기로 결정하고 5월 28일엔 70년만에 처음으로 적-청-황의 아르메니아의 국기가 허용되었다. 6월 15일엔 아르메니아 최고 소비에트가 나고르노카라바흐를 공식적으로 아르메니아로 병합시키는 안을 공식적으로 발의, 승인했다. 소련에 가장 충성적이였던 공화국인 아르메니아가 한순간에 선두적인 반란적 공화국이 되는 순간이었다. 7월 5일엔 예레반의 츠바르트노츠 국제공항에서 군이 시위대를 물려내려다 발포하여 학생 1명이 사망했다. 9월엔 예레반에서 대규모 시위가 일어나고 소련군은 장갑차를 여러 대 투입하였다. 1988년 가을동안 아르메니아 내의 아제르바이잔인 20만명이 추방당했고, 이 중 100명 이상이 사망했다. 또한 아제르바이잔에서도 숨가이트 포그롬과 같은 아르메니아인 학살이 일어났다. 11월 25일엔 소련 정부가 더 이상의 민족간 폭력을 막기 위해 소련군을 투입시켜 예레반을 포위하기 시작했다.
1988년 12월 7일, 아르메니아에서 규모 M6.8의 지진이 일어나 25,000명에서 5만명이 사망했다. 고르바초프는 미국 방문 중 서둘러 아르메니아로 향했으며, 나고르노카라바흐를 아르메니아로 병합하라는 시위대에 마주쳤다. 결국 12월 11일 고르바초프는 카라바흐 위원회 구성원 전원을 체포하라는 명령을 내렸다.

#### 조지아: 첫 시위
1988년 11월, 그루지야 SSR의 수도 트빌리시에서 많은 시위대가 조지아의 독립을 요구하고 에스토니아의 주권 선언을 옹호하며 공화국 입법부 건물 앞에 시위를 열었다.

### 서부 공화국

#### 몰도바 민주 운동

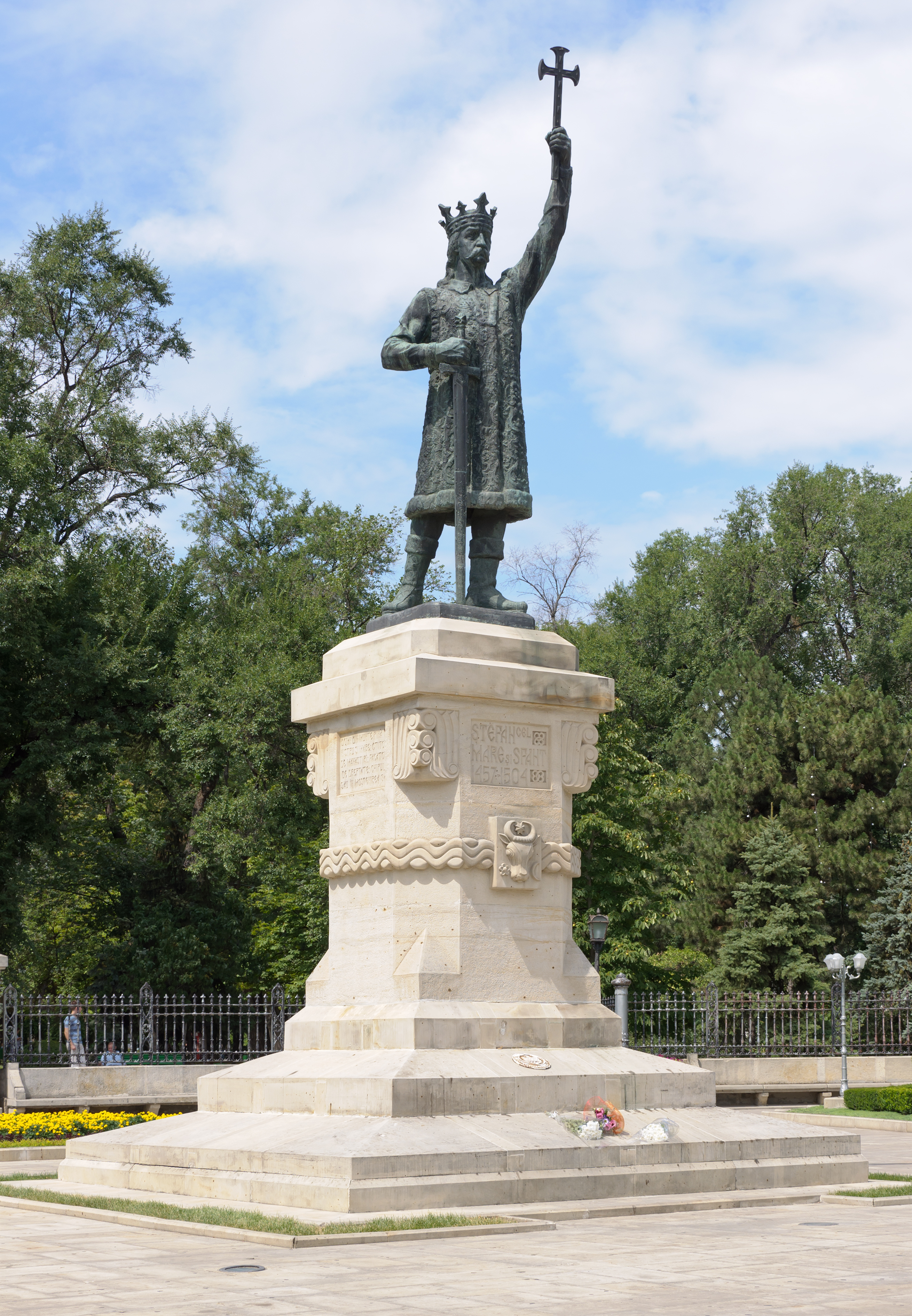
키시너우 슈테판 대공 기념비.

1988년 2월 초 시작된 몰도바의 민주 운동은 몰도바 민주 운동을 중심으로 시위 크기와 그 강도가 점점 커져 공공 회의, 시위, 노래 패스티벌 등으로 넓혀졌다. 특히 이 시위는 키시너우 슈테판 대공 기념비와 키시너우 클래식 거리 공원을 중심으로 일어났다. 1988년 1월 15일, 클래식 거리의 미하이 에미네스쿠 흉상 앞에 열린 헌화 시위에서 아나톨 샬라루는 한 제안을 발표했다. 공개된 이 제안은 국가적인 각성의 요구, 언론의 자유, 몰도바 전통의 부활, 루마니아어의 공식 언어 부활과 옛 라틴어로의 철자 회귀 등이 있었다. 이러한 "운동"(비공식 단체)은 곧 "전선"(공식 단체)로 바뀌어 대중에게 운동의 힘을 얻었고, 소련 정부의 통제에서 벗어나게 되었다.

#### 우크라이나 리비우 시위
1988년 4월 26일, 키예프의 흐레샤티크 거리에서 우크라이나 문화 클럽이 주최한 행진이 열렸다. 이 행진에서는 체르노빌 원자력 발전소 사고 2주년을 맞이하여 500명이 모여 "개방과 민주주의"에 대한 시위를 열었다. 1988년 5월에서 6월 사이 서우크라이나의 우크라이나 카톨릭교도들은 키예프 루스 시절부터 부니프, 칼루시, 호시프, 자르바니차 숲 등지에서 천여년간 기독교를 은밀하게 지켜오며 온 것을 축하하는 행사를 가졌다. 1988년 6월 5일, 모스크바에서 밀레니엄 공식 축하 행사가 열리면서 우크라이나에서도 우크라이나 문화 클럽의 주최로 키예프 루스의 대공 블라디미르 1세 기념비에서 축하 행사를 가졌다.
6월 16일, 리비우에 6천-8천명의 사람들이 모여 6월 29일부터 열릴 제19차 공산당 총회 지역 대의원 명단을 더 이상 신뢰할 수 없다며 항의 시위를 열었다. 6월 21일엔 갑작스래 개정된 대의원 명단에 대해 항의로 리비우에 5만명이 모여 시위를 열었다. 정부는 드루즈바 스타디움 앞에서 시위대를 해산시키러 했다. 7월 7일, 1만명에서 2만명의 사람들이 모여 페레스트로이카 홍보를 위한 민주전선을 출범했다. 7월 17일에는 우크라이나 그리스 가톨릭교회 주교인 파블로 바실리크의 주최로 밀레니엄 축하 행사를 위해 자르바니차 마을에 모여 만명의 사람들과 행사를 가졌다. 민병대가 이 행사를 해산시키러 했으나, 결국 스탈린이 종교를 금지한 1946년 이후 최대의 카톨릭교회 모임이 되버렸다. "피의 목요일"로 알려진 8월 4일엔 우크라이나 소비에트 정부가 '페레스트로이카 홍보를 위한 민주전선'이 조직한 시위를 강력하게 금지했다. 이 시위 해산 과정에서 41명이 구속되거나 벌금형, 15일 구금형을 받았다. 9월 1일엔 리비우 대학교에서 허가 없는 공개 모임 및 시위가 열려 정부가 학생 5천명을 체포했다.
1988년 11월 13일, 문화 조직 '스파드치나', 키예프 대학교 학생 모임 흐로마다, 환경모임 '젤레니 스비트'(녹색 세계), '누스페라' 등이 모여 만명의 사람들이 생태 문제를 중점에 둔 공식적으로 허가된 모임을 가졌다. 11월 14일부터 18일까지 우크라이나 인권운동과 15명이 소련 정부와 인권과 관련한 논의를 위해 인권운동가, 국가권리 운동가, 종교권리 운동가 등 100여명을 초청하여 모임을 가졌고, 유럽안보협력위원회(헬싱키 위원회) 방문대표단과도 만남을 가졌다. 12월 10일엔 민주연합이 키예프에 주최한 인권의 날 행사에 수백명이 참여했다. 이는 공식적으로 허가받지 않은 행사였으며, 주최자 수명이 구금당했다.

#### 벨라루스: 쿠라파티
BPF 당(벨라루스 인민 전선)은 1988년 5월 발트해 공화국의 인민 전선을 본따 민주주의와 독립을 위한 정당 및 문화운동전선으로 창설되었다. 역사학자이자 벨라루스 인민 전선의 초대 지도자인 자논 파즈냐크가 처음으로 민스크 외곽 쿠라파티에서 대량학살 매장지를 발견한 후, 벨라루스는 급속도로 친민주주의와 친독립 성향을 띠게 되었다. 이 집단학살은 내무인민위원회(NKVD)가 비밀스럽게 대량 처형을 한 것이라고 밝혀졌다. 그 후 인민 전선이 일으킨 수많은 행동이 경찰 및 국가보안위원회(KGB)과의 충돌로 끝나면서 대중에게 인민전선이 널리 알려지게 되었다.

## 1989년

### 모스크바: 일부 제한된 민주화
1989년 봄, 소련 국민은 1917년 이후 처음으로 새로운 소련 인민대표대회 의원을 선출하면서 민주주의적인 투표를 통해 일부 제한적으로 민주화를 누릴 수 있었다. 입법부 숙의 시간이 공개적으로 검열되지 않은 채 TV로 생중계되면서, 소련 국민들은 그동안 공포의 대상이었던 공산당 정부가 심문받고 책임을 묻게 되는 광경을 보게 되었다. 이 사례와 같이 폴란드 인민 공화국이 제한된 민주주의를 도입하는 실험을 하게 되면서 결국 1989년 여름 바르샤바의 공산당 정권이 붕괴되었다. 이를 시작으로 1989년 말까지 바르샤바 조약 기구 가입국 5개국의 공산당 정권이 붕괴되었으며, 베를린 장벽도 붕괴되었다. 이 사건은 중앙유럽과 소련 국민이 고르바초프의 공산주의 현대화 추진을 지지하지 않는다는 것을 의미했다. 대신, 중앙유럽 국민들은 공산주의를 버렸다.
또한, 이 해에 처음으로 비소련계 방송사인 CNN이 방송을 시작하여 모스크바에 CNN TV 프로그램을 송신하기 시작했다. 공식적으로는 사보이 호텔에 숙박한 외국인 손님에게만 CNN 채널을 볼 수 있었으나, 얼마 되지 않아 여러 기술적 방법으로 모스크바 시민들이 자체적으로 가정용 TV에서 CNN 채널을 수신하게 되었다. 이를 통해 소련 국민들은 해외가 소련 자국 내에 일어난 사건을 어떻게 바라보고 있는지 알게 되었으며, 소련 정부는 방송 검열이 사실상 불가능해졌다.

#### 소련 인민대표대회

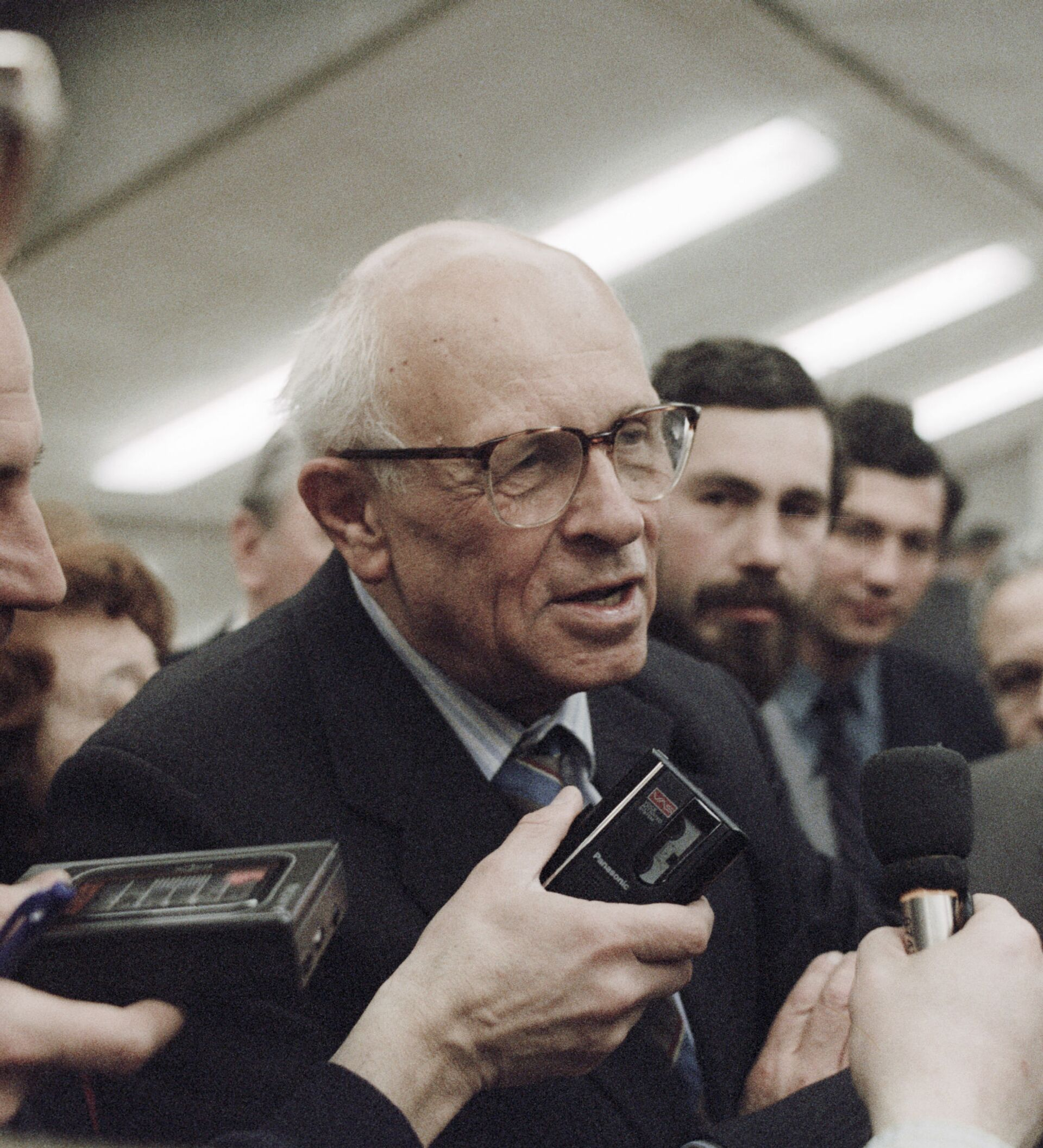
고르키로 추방되었던 안드레이 사하로프는 1989년 3월 인민대표대회 대의원으로 선출되었다.

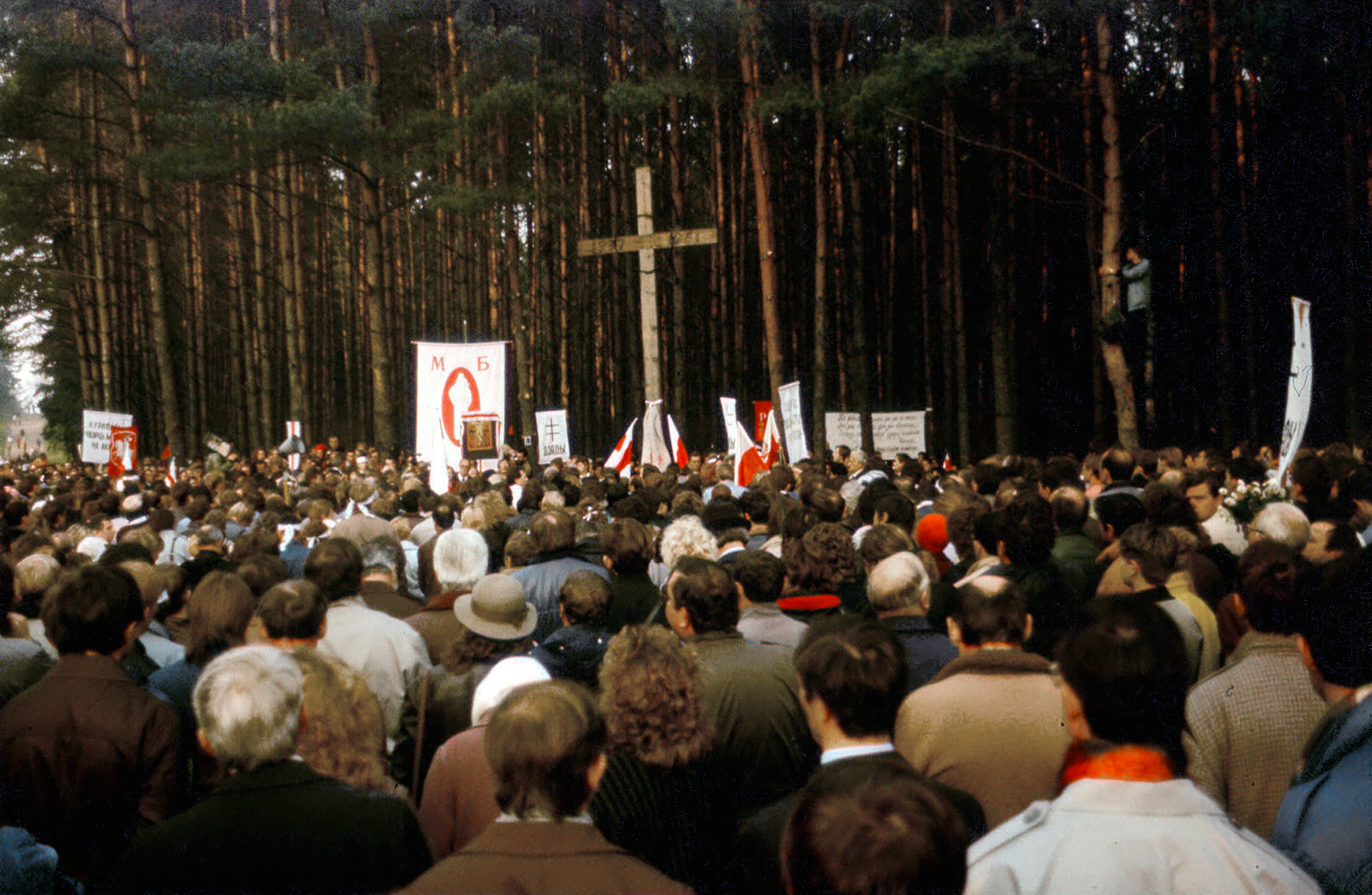
1989년 벨라루스 SSR 쿠라파티 집단무덤에서의 추도식.

1989년 1월 24일까지 1달간 소련 인민대표대회 후보자 지명 기간이 이어졌다. 2월달엔 각 선거구 선거위원회에서 최종적으로 지구 후보 7,531명이 선발되었다. 3월 7일엔 최종 후보자 5,074명이 발표되었으며 이 중 공산당 당원이 85%를 차지했다.
1,500석의 지구 선거를 열기 2주 전에 비례대표 750석을 채우기 위한 후보자 880명이 선출되었고, 이 의석에 대한 선거가 시작되었다. 이 선거에서는 소련 공산당(CPSU)가 100석, 전노조 중앙 노동 조합 위원회가 100석, 전연방 레닌주의 청년 공산주의자 동맹 75석, 소련 여성위원회 75석, 전쟁 및 전시노동 참전자 조직 75석, 러시아 과학원과 같은 기타 조직이 325석을 얻었다. 이 선거는 4월에 최종적으로 끝났다.
3월 26일 총선에서 투표율은 매우 높은 89.8%였으며, 2,250개 인민대표의원 의석 중 1,958석(지구 의석 1,225석 포함)이 채워졌다. 이후 4월 2일과 9일 두차례 76개 선거구에서 재보궐선거를 치뤘으며, 4월 20일, 5월 13일, 5월 20일 세차례에선 선출되지 않은 나머지 199개 의석에 대한 선거를 치렀다. 의석 대부분은 CPSU가 선출한 후보자가 당선되었으나, 300석 가까이는 보리스 옐친, 물리학자 안드레이 사하로프, 변호사 아나톨리 솝차크와 같은 무소속 후보가 당선되었다.
5월 25일부터 6월 9일까지 열린 첫 소련 인민대표대회 총회에선 보수파가 주도권을 장악했으나, 개혁파들은 이 총회를 논쟁과 비판의 장으로 만들었다. 또한 이 때 나온 언쟁들은 생방송으로 검열되지 않은 채 그대로 방송되었다. 이러한 자유로운 토론은 소련에서 그전까진 볼 수 없었던 일이었다. 5월 29일엔 옐친이 최고 소비에트의 의원이 되었으며, 그 해 여름엔 러시아 민족주의자와 자유주의자들이 모여 소련 최초의 야당인 지역간 대의원 집단을 결성했다. 1989년에 선출된 소련의 마지막 입법부 의원들은 향후 2년간 소련의 개혁 및 붕괴에 핵심적인 역할을 맡았다.
1989년 5월 30일, 고르바초프는 1989년 11월에 예정된 전국지방선거를 관련 선거 실시 시행법이 없다는 이유로 1990년 초까지 연기할 것이라고 발표했다. 이 같은 조치는 반정부 정서의 물결에 권력을 잃을까 두려워한 지역 정부를 안심시키기 위해 시행한 양보로 비춰졌다.
1989년 10월 25일, 최고 소비에트는 그동안 비민주적인 처사라는 비판을 들었던, 총선 및 지방선거의 공산당 전용 특별 의석 제도를 없애기로 한다는 결의안을 냈다. 격렬한 논쟁 끝에, 최고 소비에트 대의원 542명 투표에서 254명 찬성, 85명 반대, 36명 기권으로 통과되었다. 이 결정으로 12월 12일부터 25일까지 열릴 의회 정기국회에 헌법 개정안을 비준하기로 하였다. 또한, 15개 공화국의 각 대통령을 직접선거를 통해 뽑을 수 있게 하였다. 고르바초프는 이 안을 강력하게 반대했으나 결국 통과되었다.
이 안이 통과되면서 지방 선거에서 각 공화국의 통제 능력이 늘어났으며, 투표 조직법도 각 공화국에서 스스로 결정할 수 있었다. 리투아니아, 라트비아, 에스토니아 3개 국가는 이미 대통령 직선제 선거법 개정을 제안했다. 여기에 모든 공화국의 지방 선거를 1989년 12월에서 1990년 3월 사이에 치루기로 하였다.

#### 소련 위성국의 붕괴

동구권의 지도.

바르샤바 조약에 가입된 중앙유럽의 6개 국가는 명목상으론 독립국이었으나 사실상 국제사회에선 소련의 위성국으로 인식되었다. 6개 국가는 전부 1945년 붉은 군대가 장악한 영토에 있었으며, 소련식 공산주의 국가를 수립시켰고 국내외적 문제에서 소련의 영향을 많이 받았다. 실제로 소련의 간섭에서 벗어나려는 시도는 1956년 헝가리 혁명이나 1968년 체코슬로바키아 침공처럼 소련군으로 강제로 진압당했다. 하지만, 고르바초프는 중앙유럽에 대한 의무적 개입을 강제하는 브레즈네프 독트린이 억압적이며 소모가 크다고 폐기했고 중앙유럽에 대해 개입하지 않겠다고 선언했다. 고르바초프는 이를 프랭크 시나트라의 My Way에 빗대 시나트라 독트린이라 이름붙였다.

### 발트 국가: 자유의 사슬

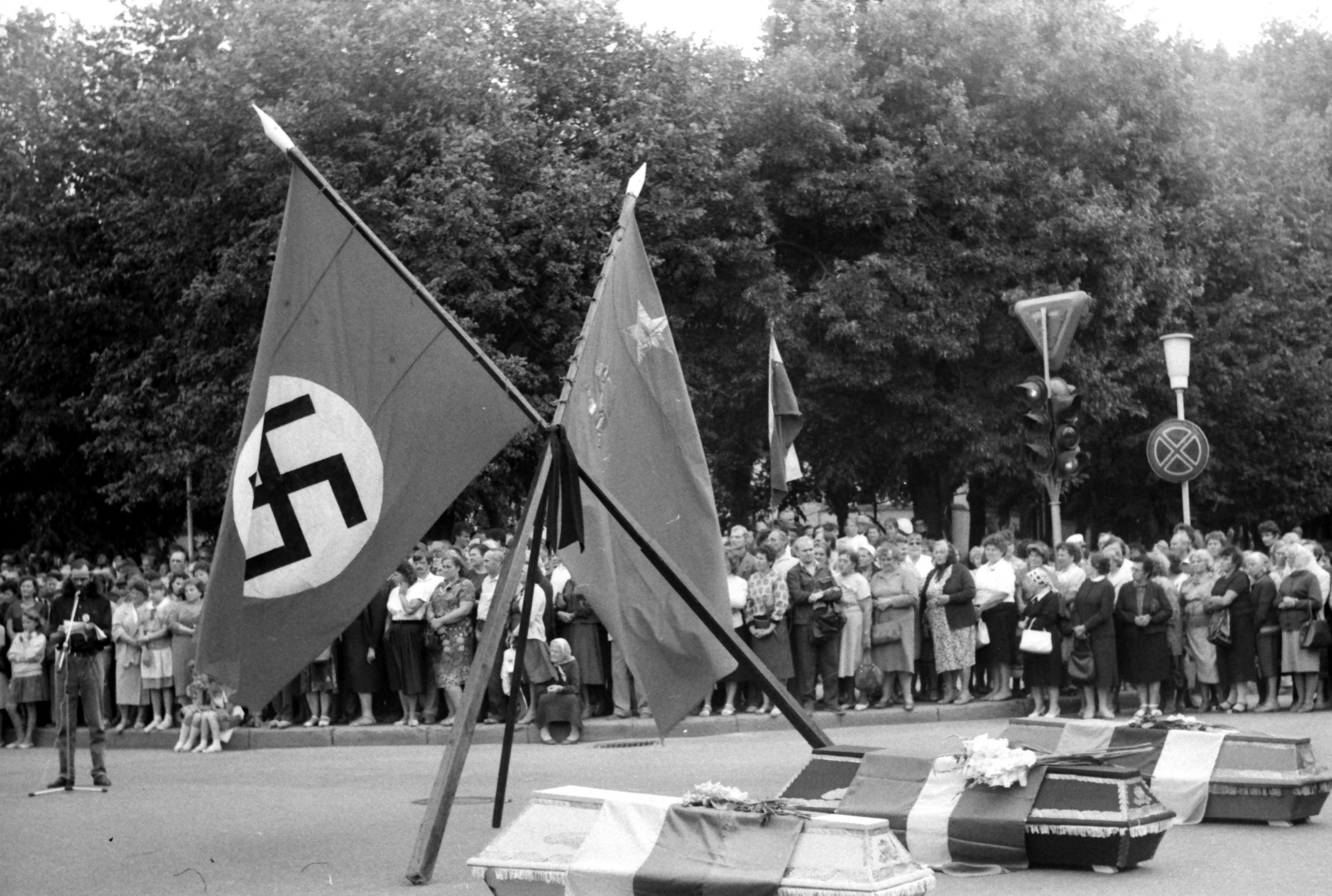
1989년 리투아니아 샤울랴이의 '발트의 길' 시위. 관은 발트 3국의 기로 덮여졌으며, 그 위에 소련과 나치 독일의 국기가 올려졌다.

발트의 길 또는 발트의 사슬(자유의 사슬이라고도 부름. 에스토니아어: Balti kett, 라트비아어: Baltijas ceļš, 리투아니아어: Baltijos kelias, 러시아어: Балтийский путь)은 1989년 8월 23일 발트 3국 지역에서 열린 평화 시위였다. 이날 1944년 소련에 강제 병합된 날을 추모하며 2백만명의 사람들이 모여 리투아니아, 라트비아, 에스토니아를 잇는 인간 사슬을 만들었다. 이 시위는 1940년 중앙유럽을 소련의 세력권으로 넣고 발트 3국이 병합되는 것을 묵인한다고 결정한 독일-소련 불가침 조약이 발표된지 50주년인 날에 일어났다.
1989년 12월, 소련 인민대표대회는 알렉산드르 니콜라예비치 야코블레프가 발의한 독소 불가침조약을 규탄하는 안건을 승인, 고르바초프가 서명했다.

#### 리투아니아 공산당의 결별
1989년 3월 인민대표회의 선거에서 리투아니아 대표로 당선된 의석 42석 중 36명은 사유디스 독립파 후보자였다. 이건 소련 내에서 민족주의 조직의 최대 승리였으며, 리투아니아 공산당에 비판적인 세력이 완전히 자리잡았음을 의미했다.
1989년 12월 7일, 리투아니아 공산당 서기장 알기르다스 브라자우스카스는 소련 공산당과 결별을 선언하며 정치에서 헌법적 '지도자적' 역할을 포기하기로 결정했다. 공산당 내 보수파들 일부는 미콜라스 부로케비추스를 필두로 소규모로 재창당하여 소련 공산당과 연대했다. 하지만, 리투아니아를 통치하는 공산당 세력은 모스크바의 통제를 벗어나게 되었으며 이는 소련 내 공화국 중 처음으로 일어난 일이었다. 이에 따라 정치적 급변사태를 맞은 고르바초프는 그 다음달에 지역 공산당을 다시 모스크바의 통제로 되돌려놓기 위해 리투아니아를 방문하러 시도한다. 다음 해엔 리투아니아 공산당이 처음으로 열린 다당제 총선에서 완전히 패배하여 권력을 잃고, 소련 내 공화국 중 최초로 비공산계 대통령인 비타우타스 란츠베르기스가 당선된다.

### 코카서스

#### 아제르바이잔: 봉쇄 전략
1989년 7월 16일, 아제르바이잔 인민 전선은 첫 총회를 열고 차후 아제르바이잔의 대통령이 될 아뷜파즈 엘치베이를 당수로 추대했다. 8월 19일엔 60만명의 시위대가 바쿠의 레닌광장에 모여 자치권 확대, 정치범 석방을 요구했다. 또한 1989년 하반기 들어선 나고르노카라바흐 지역에 무기들이 뿌려졌다. 카라바흐인들은 이제 사냥용 엽총과 석궁 대신 소화기를 사용하며 교량이 폭파되고, 도로가 봉쇄되며 사상자가 늘어나기 시작했다.
아제르바이잔 인민 전선은 새로운 전술을 도입했다. 아르메니아로 향하는 모든 철도를 봉쇄하기 시작했는데 아르메니아로 오는 화물의 85%가 아제르바이잔을 경유했기 때문에 아르메니아에서는 연료와 식량 부족 사태가 일어났다. 인민전선의 압력으로, 공산당 통치권은 서서히 양보를 해주기 시작했다. 9월 25일엔 아제르바이잔 법에 우위권을 준다는 주권법을 통과시켰으며, 10월 4일엔 봉쇄 조치를 해제하는 조건으로 인민 전선이 합법적 단체로 인정받게 되었다. 하지만 아제르바이잔-아르메니아 사이 교통 봉쇄는 완전하게 풀리지 않았다. 이렇게 양 국간 긴장도가 높아지는 가운데 12월 29일엔 인민전선 활동가들이 젤릴라바트 구 지역 정부청사를 포위하며 그 가운데 민간인 수십명이 부상을 입었다.

#### 아르메니아: 카라바흐 위원회 석방
1989년 5월 31일, 모스크바 마트로스카야 티시나 교도소에 재판 없이 투옥되었던 카라바흐 위원회 위원 11명이 석방되었다. 위원 중 한명이자 학자였던 레본 테르페트로샨은 석방 직후 반공주의 야당인 범아르메니아 국가 운동의 위원장에 취임하였으며, 후에 그는 1989년부터 아르메니아의 완전한 독립에 대해 생각하게 되었다고 밝혔다.

#### 조지아: 트빌리시 학살

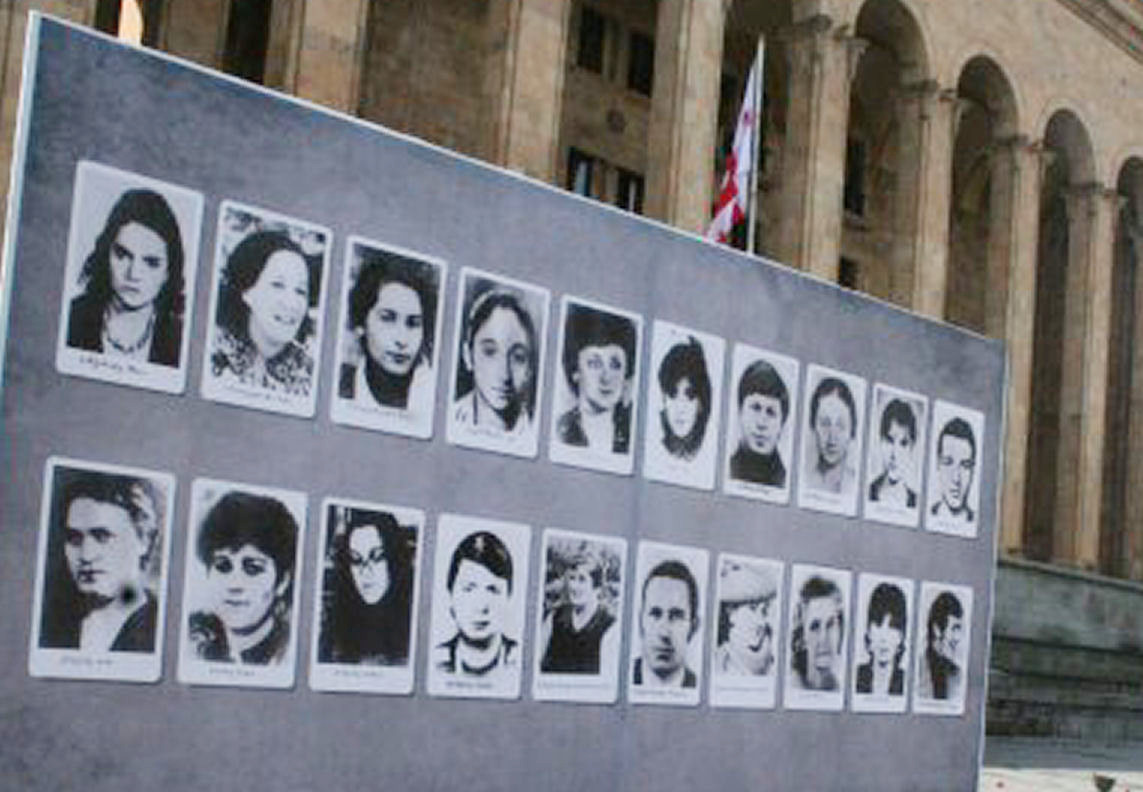
1989년 4월 조지아 트빌리시의 학살 희생자를 담은 사진.

1989년 4월 7일, 그루지야 공산당 본부 앞에서 10만명의 시위대가 모여 조지아의 소련으로부터의 독립과 압하지야와 조지아와의 통합 국가 건설을 외치며 시위를 벌인 후, 소련군이 트빌리시로 파견되었다. 1989년 4월 9일, 소련군이 시위대를 공격하여 약 20명이 사망하고 200명 이상이 부상을 입었다. 이 사건으로 조지아 내 정치는 급진적으로 흘러갔고, 많은 사람들은 조지아를 소련에서 독립해야 한다고 인식하기 시작했다. 4월 14일엔 고르바초프가 그루지아 공산당 제1서기에 줌베르 파티아슈빌리를 해임했으며 대신 전 그루지아 KGB 장관이었던 기비 굼바리제가 제1서기에 올랐다.
1989년 7월 16일엔 압하지야의 수도 수후미에서 한 마을에 조지아 대학교 캠퍼스를 세운다는 것에 반발, 폭력사태가 일어났다. 이 사건은 대규모 인종갈등으로 번져 소련군이 진압하기 전까지 18명이 사망하고 수백명이 부상을 입었다. 이 봉기는 조지아-압하스 분쟁의 시작이었다.

### 서부 공화국

#### 몰도바 인민 전선
1989년 3월 26일 인민대표대회 선거에서 몰도바 할당 의석 46석 중 15석이 몰도바 민족주의/민주주의 운동가가 당선되었다. 그로부터 두달 후인 5월 20일엔 몰도바 인민 전선 수립 총회가 열렸다. 1989년 6월 30일부터 7월 1일까지 열린 2기 총회에선 이온 하드르커가 의장으로 선출되었다.
한편 키시너우 국가대의회(루마니아어: Marea Adunare Naţională) 앞에서 열린 일련의 대규모 시위로 인민전선이 처음으로 대규모 성과를 이루었다. 이 대규모 시위로 8월 27일엔 베사라비아의 강제 합병 인정, 몰도바어의 공식언어 인정 등을 요구하며 30만명이 참여했다. 8월 31일엔 몰도바 최고 소비에트가 몰도바어를 공화국의 공식 언어로 인정하고 정서법을 키릴 문자에서 알파벳으로 바꾸는 안을 통과했다.

#### 우크라이나: 루흐 전선
1989년 1월 22일, 리비우와 키예프에선 우크라이나 독립 기념일을 축하했다. 리비우에선 수천명이 성 게오르기오스 성당 앞에 모여 감사 기도를 드렸다. 키예프에선 활동가 60명이 모여 1918년 우크라이나 인민공화국의 수립기념일을 기념했다. 2월 11-12일엔 우크라이나어 학회 창립 총회가 열렸다. 2월 15일엔 우크라이나 독립정교회의 재탄생을 위한 구상위원회 구성이 발표되었다. 이 운동은 우크라이나 작가 협회가 처음 제안하였으며 1989년 2월 16일 "문학 우크라이나"(우크라이나어: Literaturna Ukraina) 저널에 발표되었다. 이 조직은 비야체슬라우 초르노빌과 같은 우크라이나 반체제 인사의 전령이었다.
2월 말엔 3월 26일 열릴 소련 인민대표대회 선거를 앞두고 키예프에서 선거법에 항의하는 대규모 시위가 열렸으며 우크라이나 공산당 제1서기 볼로디미르 셰르비츠키의 사임을 촉구했다. 이 시위는 고르바초프가 우크라이나를 방문한 날에 일어났다. 2월 26일엔 리비우에서 22,000명에서 30,000명의 사람들이 모여 19세기 우크라이나 예술가이자 민족주의자인 타라스 셰우첸코 사망을 추모하는 소련에게 허가받지 않은 행사를 가졌다.
3월 4일엔 키예프에선 스탈린 치하 희생자들을 추모하고 소비에트의 사회와 관습을 정화하자는 운동의 '메모리얼 사회 모임'이 창설되었다. 다음날엔 시가 행진이 이어졌다. 3월 12일엔 리비우에서 우크라이나 헬싱키 연합, 마리아 사회단체 밀로세르디아(Myloserdia)가 조직한 예비선거모임이 강제로 해산되었고 이 과정에서 300명이 구금되었다. 3월 26일엔 소련 전국대표대회 선거가 열렸으며 4월 9일, 5월 14일, 5월 21일에 재보궐선거가 열렸다. 우크라이나에 배정된 의석 225석 대부분은 보수파가 차지했으나 일부 소수 의석은 진보파가 차지하였다.
4월 20일부터 23일까지 열린 선거 전 회동에선 리비우에서의 4일 연속 열릴 선거를 앞두고 25,000명의 사람들이 모였다. 이 회동엔 8개 지역 공장과 기관에 1시간 경고성 파업도 있었다. 이 파업은 1944년 이후 리비우에서 처음 있는 파업이었다. 5월 3일 열린 선거 전 행진에선 3만명의 사람들이 참여했다. 5월 7일, '메모리얼 사회 모임'은 스탈린주의 테러로 희생된 우크라이나인 및 폴란드인 집단무덤이 있는 비키우냔스키에서 시위를 가졌다. 키예프 시내에서 집단무덤까지 행진을 연 후 추도식을 가졌다.
1989년 5월 중순부터 9월까진 우크라이나의 그리스 정교회 단식투쟁 시위대가 모스크바의 아르바트 가에 시위를 열어 교회의 곤경에 대해 알렸다. 특히 7월 모스크바에서 열린 세계교회총회 행사 중 시위가 격렬했다. 이 시위는 9월 18일 시위대가 체포되면서 끝나게 되었다. 한편 5월 27일 리비우에선 리비우 지역 메모리얼 사회 모임 창립 총회가 열렸다. 6월 18일엔 서우크라이나의 이바노프란키우스크에서 추기경 미로슬라우 이반 류바치우스키가 선포한 국제 추모의 날 행사로 대략 10만명이 공개적 종교 행사에 참여했다.
8월 19일, 성 베드로와 성 파울로 러시아 정교회 성당이 우크라이나 독립정교회로 바뀔 것이라고 발표했다. 9월 2일엔 우크라이나 전역에서 수만명이 선거법에 우크라이나 공산당 및 관련 기구에 배정된 특별의석 규정을 없애라는 시위를 열었다. 이 시위는 리비우에서 5만명, 키예프에서 4만명, 지토미르에서 만명, 드니프로제르진스크와 체르보노흐라드에서 각각 5천명, 하르키우에서 2천명이 합세했다. 9월 8일부터 10일까진 키예프에서 열린 우크라이나 인민 운동, 일명 루흐 전선의 창립 총회에서 작가 이반 드라치가 당수로 취임하였다. 9월 17일엔 리비우에서 15만-20만명이 우크라이나 그리스 가톨릭교회의 합법화를 요구하며 가두 행진을 벌였다. 9월 21일엔 이바노프란키우스크 남쪽 자연보호구역에 있는 데미야니우 라즈 집단무덤 발굴을 시작했다. 9월 28일엔 우크라이나 공산당 제1서기이자 브레즈네프 파였던 볼로디미르 셰르비츠키가 해임되고 블라디미르 이바시코가 제1서기로 추대되었다.
10월 1일엔 리비우의 드루즈바 스타디움 앞에서 열린 우크라이나 영토의 소비에트 "재통일"을 기념하는 콘서트가 열린 자리에 일어난 10,000-15,000명의 시위대가 경찰의 폭력적인 진압으로 해산되었다. 10월 10일엔 이바노프란키브시크에서 열린 예비선거 시위에 3만명이 참여했다. 10월 15일 열린 선거법 시위에선 체르보노흐라드, 체르니우치, 리우네, 지토미르에서 수천명이, 드니프로페트로우스크에서 500명, 리비우에서 3만명이 모였다. 10월 20일엔 1930년대 강제해산 이후 처음으로 우크라이나 독립정교회 성직자들이 리비우에서 처음 모임을 가졌다.
10월 24일, 최고 소비에트는 공산당 및 기타 공산당 기관을 위한 특별의석을 폐지하는 안건을 통과했다. 10월 26일, 리비우 20개 공장이 10월 1일에 일어난 경찰의 잔혹한 진압에 항의하여 파업을 열었다. 10월 26일부터 28일 사이엔 "젤레니 스비트"(지구의 친구들-우크라이나) 환경협회가 첫 총회를 열었으며, 10월 27일엔 우크라이나 최고 소비에트가 공산당 및 기타 공산당 조직에 대한 '지도자'적 특별지위를 없애는 법안을 통과했다.
10월 28일엔 우크라이나 최고 소비에트가 1990년 1월 1일부터 우크라이나어가 공화국의 공식 언어이며, 러시아어는 소수민족의 의사소통 용도로 쓰일 것이라는 안건을 통과시켰다. 같은 날, 리비우 예수의 변모 교회 신자들은 러시아 정교회에서 떠나 우크라이나 그리스 카톨릭교회 교도라고 선언했다. 다음날엔 데미야니우 라즈 집단무덤 추도식에 수천 명이 참석했으며 "1939-1941년 억압의 희생자들"이라는 글씨가 쓰인 추모비가 세워졌다.
11월 중순엔 셰브첸코 우크라이나어학회가 정식 단체로 인정받았다. 11월 19일엔 키예프에서 열린 우랄산맥의 제36굴라크로 끌려가 사망한 인권운동가 바실 스투스, 올렉시 이바노비치, 리트빈 유리 티모노비치 3명에 대한 공개 추도식에 친구, 가족 등을 포함하여 수천명이 참여했다. 이 3명은 바이코베 묘지에 안장되었다. 11월 26일엔 밀로슬라프 루바치비 추기경이 기도와 금식의 날을 선포하였고, 우크라이나 서부에선 교황 요한 바오로 2세와 고르바초프의 회담 전날에 수천명이 종교 행사에 참여했다. 11월 28일엔 우크라이나 SSR 종교위원회가 우크라이나 카톨릭교회를 합법적 종교조직으로 인정하는 안건을 통과했다. 이 법령은 12월 1일 교황과 고르바초프의 바티칸 회동과 동시에 선포되었다.
12월 10일, 리비우에선 처음으로 국제 인권의 날 행사가 열렸다. 12월 17일엔 12월 14일 사망한 노벨상 수상자 안드레이 사하로프의 사망을 추모하며 키예프에서 약 3만명이 추도식에 참여했다. 12월 26일, 우크라이나 최고 소비에트는 크리스마스, 부활절, 삼위일체 대축일을 공휴일로 지정하는 법령을 통과했다.
1989년 5월엔 신설된 크림 타타르인 국가 운동 의장에 소련의 반체제 인사인 무스타파 제밀레우가 당선되었다. 그는 45년간 크림 반도를 떠나 망명 생활을 하는 크림 타타르인을 다시 크림 반도로 되돌아올 수 있게 해주는 운동을 진행했다.

#### 벨라루스: 쿠라파티
1989년 1월 24일, 벨로루시 SSR 정부는 인민전선의 압박으로 1930년대 스탈린 시기 민스크 근방 쿠라파티 숲에서 일어난 대학살 추모비를 짓기로 결정했다.
9월 30일, 벨로루시인 수천명이 민스크에 모여 지역 소비에트를 비판하며 1986년 우크라이나에서 일어났던 체르노빌 원자력 발전소 사고로 인한 방사능 오염을 처리해야 한다고 시위를 일으켰다. 이 시위에선 정부가 시위 금지령을 내렸으나 시위대가 방사능 마크를 차고, 금지되었던 백적백 벨라루스의 기를 휘날리며 시위를 벌였다. 시위대는 정부청사 근처 도심으로 모여 벨라루스 공산당의 제1서기인 예프렘 소콜로프의 사임을 요구하고, 오염된 지역에 살고 있는 50만명을 대피시켜달라고 요구했다.

### 중앙아시아 공화국

#### 우즈베키스탄: 페르가나 봉기
1989년 6월 4일부터 11일 사이, 우즈베크인과 소수민족 메스케트인과 민족분규가 발생하여 대규모 봉기가 일어나자 소련군 수천명이 타슈켄트 동남쪽 페르가나 분지로 파견되어 진압하러 나섰다. 이 인종분규로 대략 100여명이 사망했다. 6월 23일, 고르바초프는 우즈베키스탄 공산당 제1서기인 라피크 니쇼노프를 해임하고 나중에 독립 우즈베키스탄의 초대 대통령이 될 이슬람 카리모프를 제1서기로 추대했다.

#### 카자흐스탄: 노비우젠 소요사태

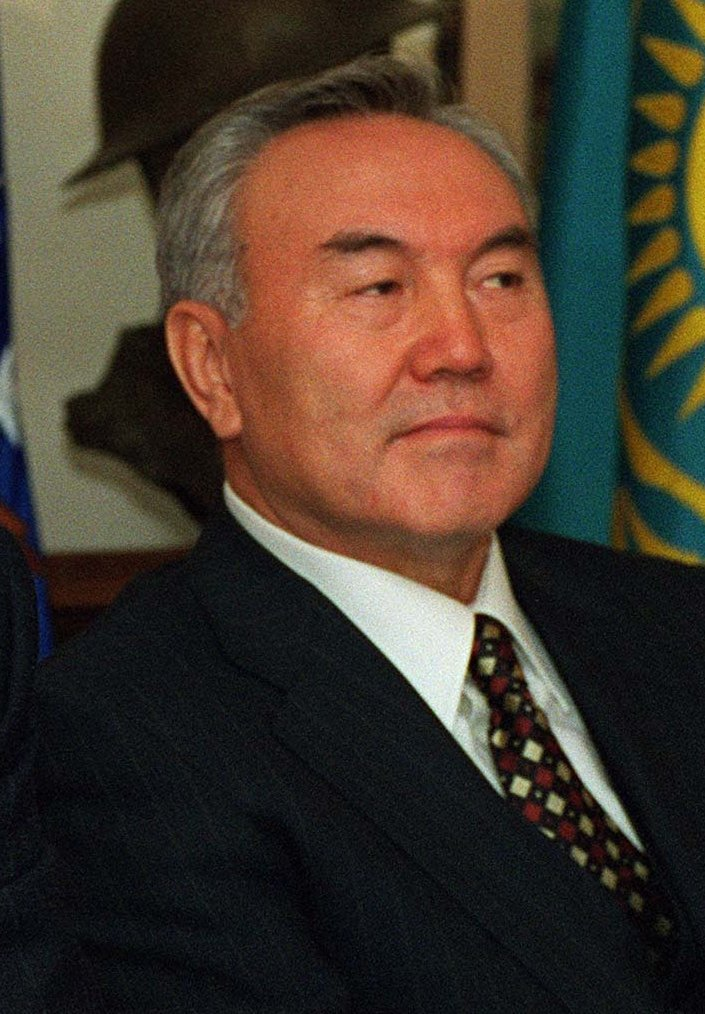
누르술탄 나자르바예프는 1989년 카자흐 공산당 제1서기가 되었으며 나중에 독립 카자흐스탄의 대통령이 되었다.

1989년 6월 19일, 카자흐스탄의 노비우젠에서 카자흐인 청년들을 중심으로 총기, 소이탄, 쇠파이프, 돌 등을 동원한 소요사태가 일어나 여러 사망자가 일어났다. 이들은 경찰서와 취수원을 장악하러 움직였다. 이 소요사태로 대중교통을 봉쇄되고 상점과 공장은 문을 닫았다. 6월 25일부턴 이 소요사태가 카스피해 연안 마을 5곳으로 퍼졌다. 막대기, 돌, 쇠파이프 등으로 무장한 150여명의 군중은 정부군의 헬리콥터로 흩어졌다가 노비우젠에서 약 144km 떨어진 망기쉴라크 마을의 경찰서를 공격했다. 이 외에도 예라리에프, 셰프케, 포르트솁첸코, 쿨사리 마을을 공격하고 임시노동자를 수송하는 열차에 가연성 액체를 부어 불태우는 공격을 하였다.
6월 22일엔 6월에 일어났던 소요사태에 대한 빈약한 대응을 근거로 카자흐스탄 공산당 제1서기였던 겐나디 콜빈을 해임하고 후에 독립 카자흐스탄의 대통령이 될 누르술탄 나자르바예프를 제1서기로 추대했다.

## 1990년

### 모스크바: 6개 공화국의 상실
1990년 2월 7일, CPSU 중앙위원회는 고르바초프가 제안한 일당제 정치체제 포기 권고안을 받아들였다. 1990년엔 소련 내 15개 공화국 모두 처음으로 다당제 경쟁 선거를 열었으며, 많은 공화국에서 개혁주의자와 민족주의자가 다수 의석을 차지했다. 소련 공산당은 선거 결과 6개 공화국에서 완전 패배, 권력을 잃었다.
- 2월 24일, 리투아니아 총선에서 사유디스가 승리.(3월 4, 7, 8, 10일 결선선거)
- 2월 25일, 몰도바 총선에서 몰도바 인민 전선이 승리.
- 3월 18일, 에스토니아 총선에서 에스토니아 인민 전선이 승리.
- 3월 18일, 라트비아 총선에서 라트비아 인민 전선이 승리.(3월 25일, 4월 1일, 29일 결선선거)
- 5월 20일, 아르메니아 총선에서 범아르메니아 국가 운동이 승리.(6월 3일, 7월 15일 결선선거)
- 10월 28일, 조지아 총선에서 조지아 자유원탁회의가 승리.(11월 11일 결선선거)

소련의 각 공화국들은 국가 주권을 선언하기 시작했으며, 모스크바 중앙정부와 "법 투쟁"을 시작했다. 이 공화국들은 지역 공화국법에 어긋나는 연방법 준수를 거부하기 시작하고, 지역 경제 통제권을 주장하며 모스크바로 조세를 보내는 것을 거부하였다. 리투아니아 비타우타스 란츠베르기스 대통령은 리투아니아인의 소련군 징병도 면제시키며 군복무를 하지 않게 하였다. 공화국과 소련 중앙정부와의 갈등으로 돈의 흐름이 끊기면서 경제적 혼란이 찾아왔고 소련 경제도 급속히 쇠퇴하였다.

### 러시아 공화국과 소련 정부의 분쟁
1990년 3월 4일, 러시아 소비에트 연방 사회주의 공화국(RSFSR)은 러시아 인민대표대회 자유 선거를 실시했다. 이 선거에서 스베르들롭스크 선거구에서 72%의 지지율로 보리스 옐친이 당선되었다. 1990년 5월 29일, 고르바초프가 러시아 대의원에게 압박을 가했으나 옐친은 러시아 최고 소비에트 의장으로 선출되었다.
옐친은 민주적이고 급진적인 최고 소비에트 대의원의 지지를 얻었으며 정치 지형은 더욱 급변하였다. 이후 소련 중앙정부와 러시아 공화국 간 새로운 정치 투쟁이 시작되었다. 1990년 6월 12일, 러시아 인민대표대회는 러시아가 주권 국가임을 선언하였다. 옐친은 7월 12일에 소련 공산당 제28차 대회 연설에서 소련 공산당을 탈당하겠다는 발표를 하였다.

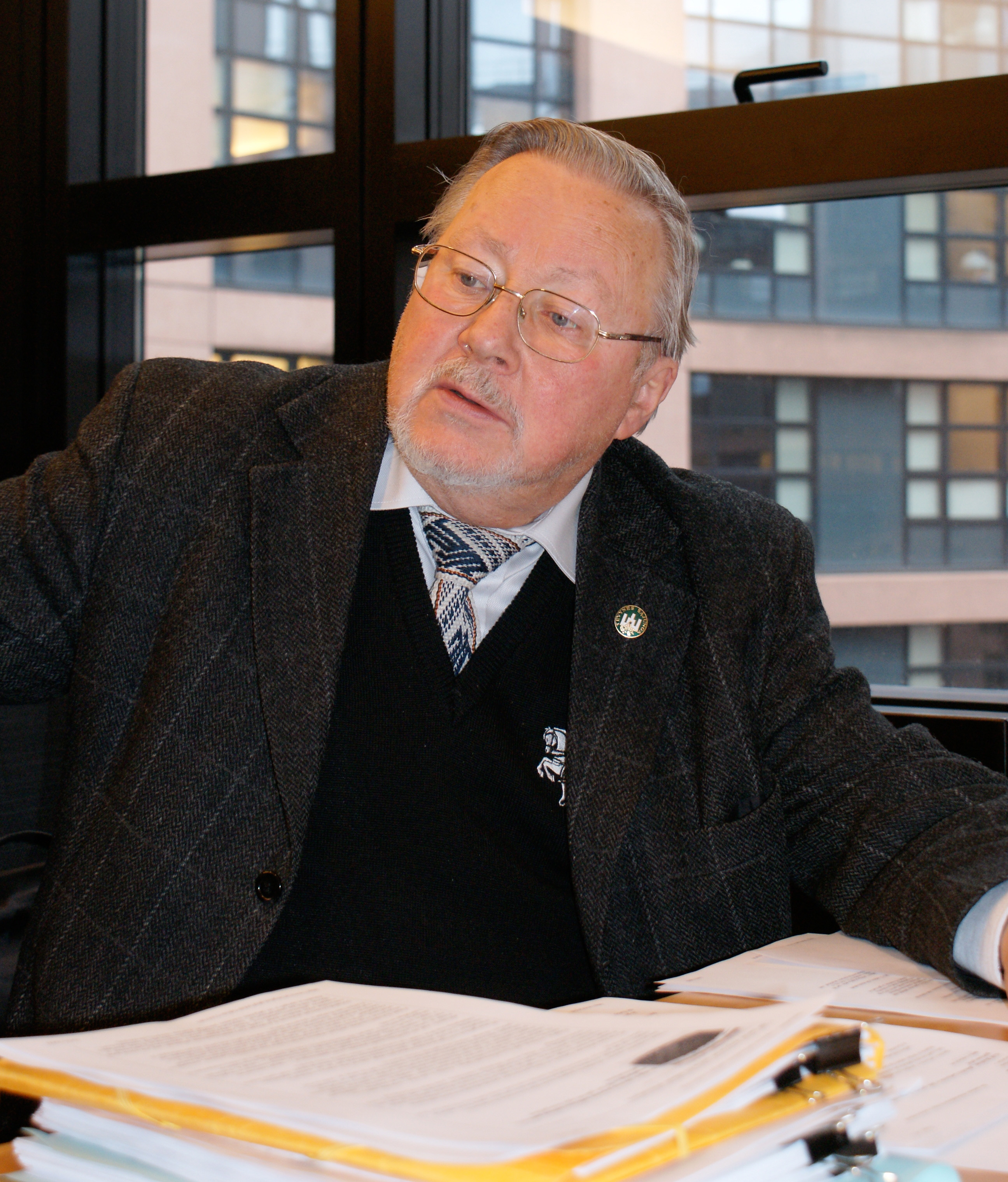
리투아니아의 비타우타스 란츠베르기스

### 발트 국가

#### 리투아니아
1990년 1월 11일부터 13일까지 고르바초프가 리투아니아의 수도 빌뉴스를 방문했을 무렵, 약 25만명에서 30만명에 달하는 사람들이 독립 시위를 열었다.
3월 11일, 리투아니아 SSR에서 새로 꾸려진 최고회의 의장(대통령)으로 사유디스의 지도자인 비타우타스 란츠베르기스가 선출됨과 동시에 그가 리투아니아 국가 재건 법률을 선포하며 소련 내 소비에트 공화국 중에선 처음으로 소련을 탈퇴하고 독립국을 선언하였다. 소련 중앙정부는 "러시아계 사람의 권리를 보장"한다는 명목으로 리투아니아 내에 군대를 계속 주둔시키고 경제를 봉쇄하는 방향으로 보복하였다.

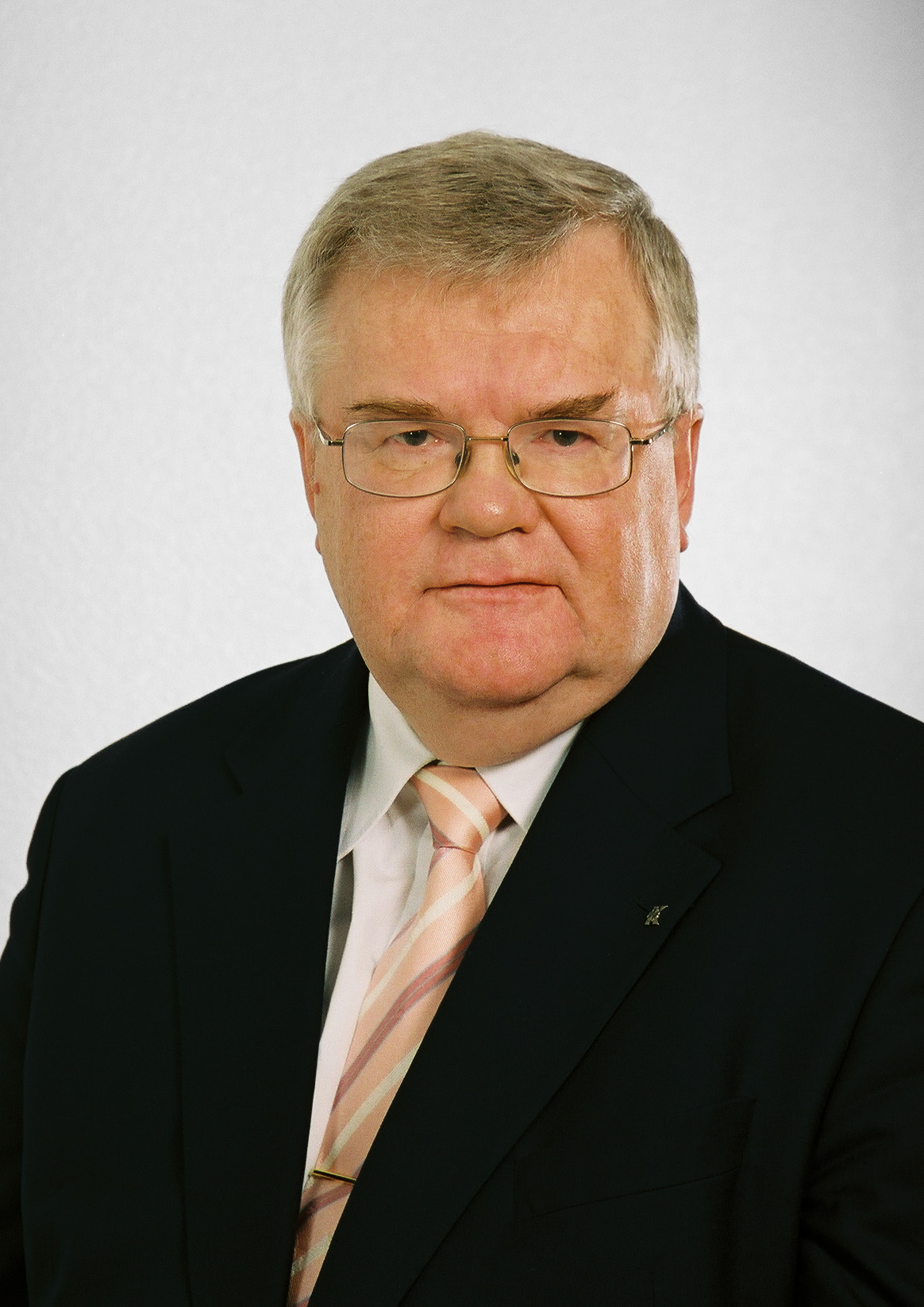
에스토니아의 에드가르 사비사르

#### 에스토니아
1990년 3월 25일, 에스토니아 공산당은 6개월간의 과도기 후 소련 연방 공산당과 결별한다는 결의안을 통과했다.
3월 30일에는 에스토니아 최고위원회가 제2차 세계 대전 이후 소련의 에스토니아 점령이 불법이었다고 선언하고 에스토니아가 독립국임을 선언하였다.
4월 3일엔 에스토니아 인민 전선의 수장인 에드가르 사비사르가 각료회의 의장(총리)에 선출되었다.

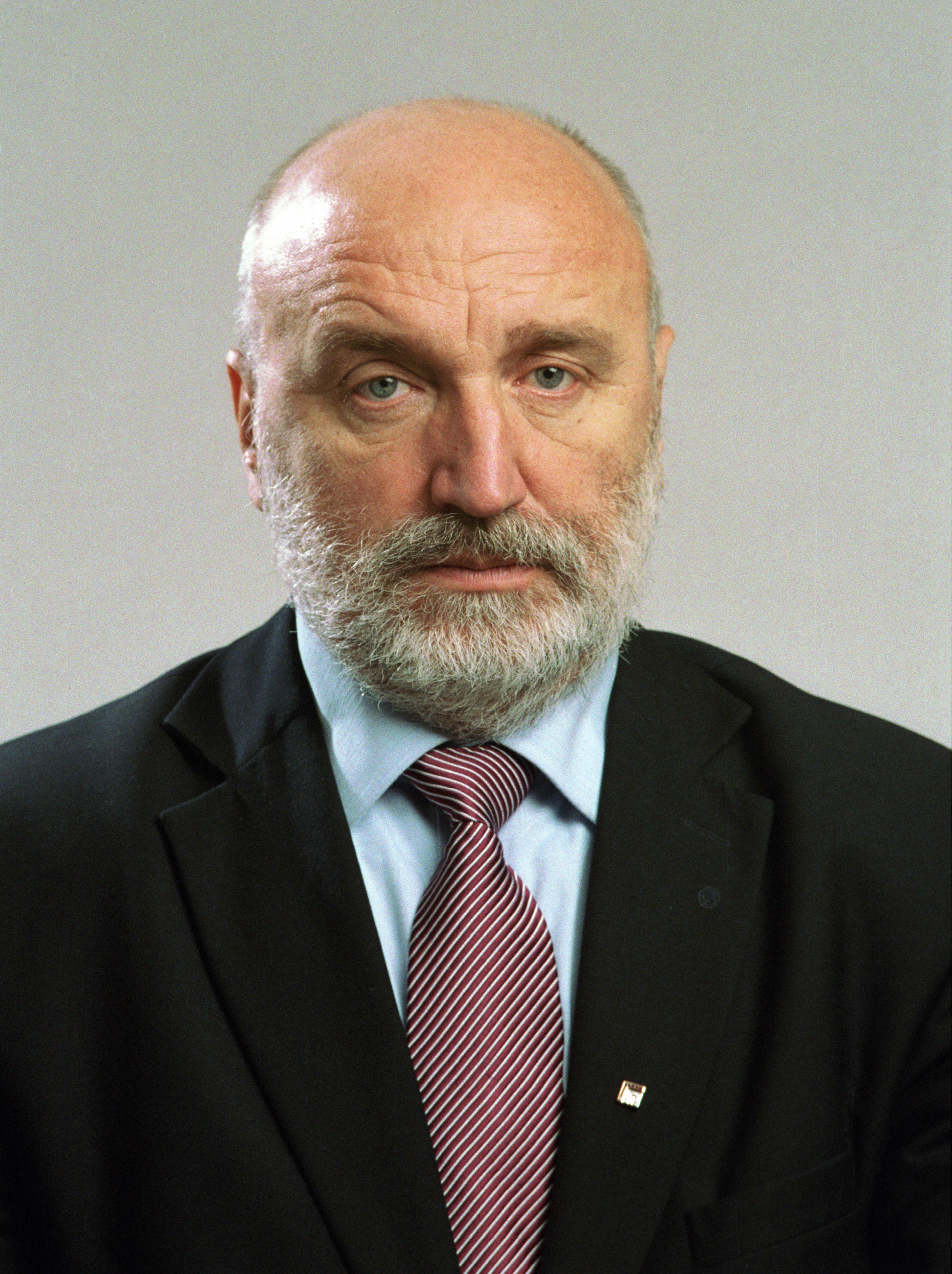
라트비아의 이바르스 고드마니스

#### 라트비아
1990년 5월 4일, 라트비아는 일정 기간의 과도기를 가진 후 완전 독립한다는 내용의 라트비아 공화국 독립선언을 통과시켰다. 이 독립 선언에 따르면 라트비아는 제2차 세계 대전 이후 사실상 소련에게 점령당했으나 이 병합은 불법이며 라트비아 국민의 의지에 반한 것이었으므로 주권국으로 독립하겠다는 내용이었다. 또한, 이 선언에는 라트비아 독립이 불가침하다고 인정한 1920년 라트비아-소련 리가 평화 조약에 기반하여 소련과의 관계를 맺을 것이라고 밝혔다. 5월 4일은 라트비아 독립기념일이 되었다.
5월 7일엔 라트비아 각료회의의장(총리)에 라트비아 인민 전선의 지도자인 이바르스 고드마니스가 당선되며 소련 정부에게 독립 협상을 제의했다.

### 캅카스

#### 아제르바이잔: 검은 1월
1990년 1월 첫주, 아제르바이잔의 월경지 나히체반 자치 공화국에서는 인민 전선 소속 군중 무리가 이란 국경을 따라 철조망과 감시탑을 파괴하면서 수천명의 소련 아제르바이잔인이 국경을 넘어 이란령 아제르바이잔으로 향해 아제르바이잔 민족에 합세했다. 소련의 외부 국경이 통제에 벗어난 건 이 날이 처음이었다.

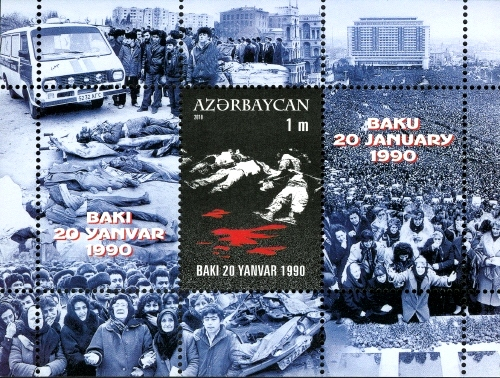
검은 1월 당시 사진이 그려진 아제르바이잔 우표.

1998년 봄-여름 사이에는 아르메니아인과 아제르바이잔인간 민족 갈등이 고조되었다. 1990년 1월 9일, 아르메니아 의회가 나고르노카라바흐 지역을 예산안에 포함시키면서 전투가 다시 시작되었으며 서로간에 인질 납치극 등이 벌여저 소련군 4명이 사망했다. 1월 11일엔 인민 전선의 급진주의자들이 아제르바이잔 남부의 렌케란 도시에서 공산당 당사를 점거하는 등의 소요를 일으켰다. 고르바초프는 아제르바이잔의 통제를 다시 되찾기로 하면서 이 과정에서 검은 1월이라는 사건이 터졌다. 1990년 1월 9일 저녁, 중앙 텔레비전 방송국을 폭파하고 전화 및 라디오 방송망을 차단한 후 소련군 26,000명이 아제르바이잔의 수도 바쿠에 진입하여 바리케이드로 돌진, 시위대를 공격하고 발포했다. 이날 밤 이후로 2월 초까지 계속된 소련군과 아제르바이잔 간의 충돌로 130-147명 가량이 사망했다. 이들 중 대부분은 민간인이었다. 그 외 800명 이상이 부상을 입었으며 수백명이 구금되었다.
소련의 국방부 장관 드미트리 야조프는 바쿠에서 무력을 사용한 것은 비공산계 야당이 아제르바이잔 정부를 사실상 '탈취'하러는 시도를 막고, (1990년 3월에 예정된) 자유 선거에서 이 '쿠데타 세력'들이 승리하는 걸 막고 공산정권을 유지시키기 위한 것이었다고 발표했다. 이 사건은 소련군이 소련 자국 내의 도시 중 하나를 강제로 점령한 최초의 군사 행동이었다.
소련군이 바쿠를 장악했으나 1월 20일까진 사실상 아제르바이잔이 무정부 상태였다. 바쿠 시민 거의 대부분이 순교자의 골목에 묻힌 '순교자'들의 집단장례식에 참여하였다. 공산당 당원 수천명은 공개석상에서 공산당 당원증을 불태웠다. 8월 30일, 바야초프 제1서기가 모스크바로 송환되었고 이후 당내 자유투표를 통해 다음 제1서기에 아야즈 뮈탈리보프가 등극하였다. 러시아인이었던 공산당 제2서기 빅토르 폴랴니츠코는 계속 제2서기직을 가지고 있었다.
소련 내 보수파가 아제르바이잔을 탈취한 이후 1990년 9월 30일 열린 선거(10월 14일 결선선거)에선 인민전선 후보들이 수감되고 2명은 살해당했으며 투표자를 매수, 협박하는 등 서구 감시단들이 있는 가운데서도 부정 선거가 잇달았다. 선거 결과 350석 중 280석이 공산당 후보였으며 45석만 인민전선 및 기타 비공산계 정당이 획득했으며 이들은 "민주 선거블록"을 만들었다. 1990년 3월엔 최고 소비에트 의장에 뮈탈리보프가 올라갔다.

### 서부 공화국

#### 우크라이나

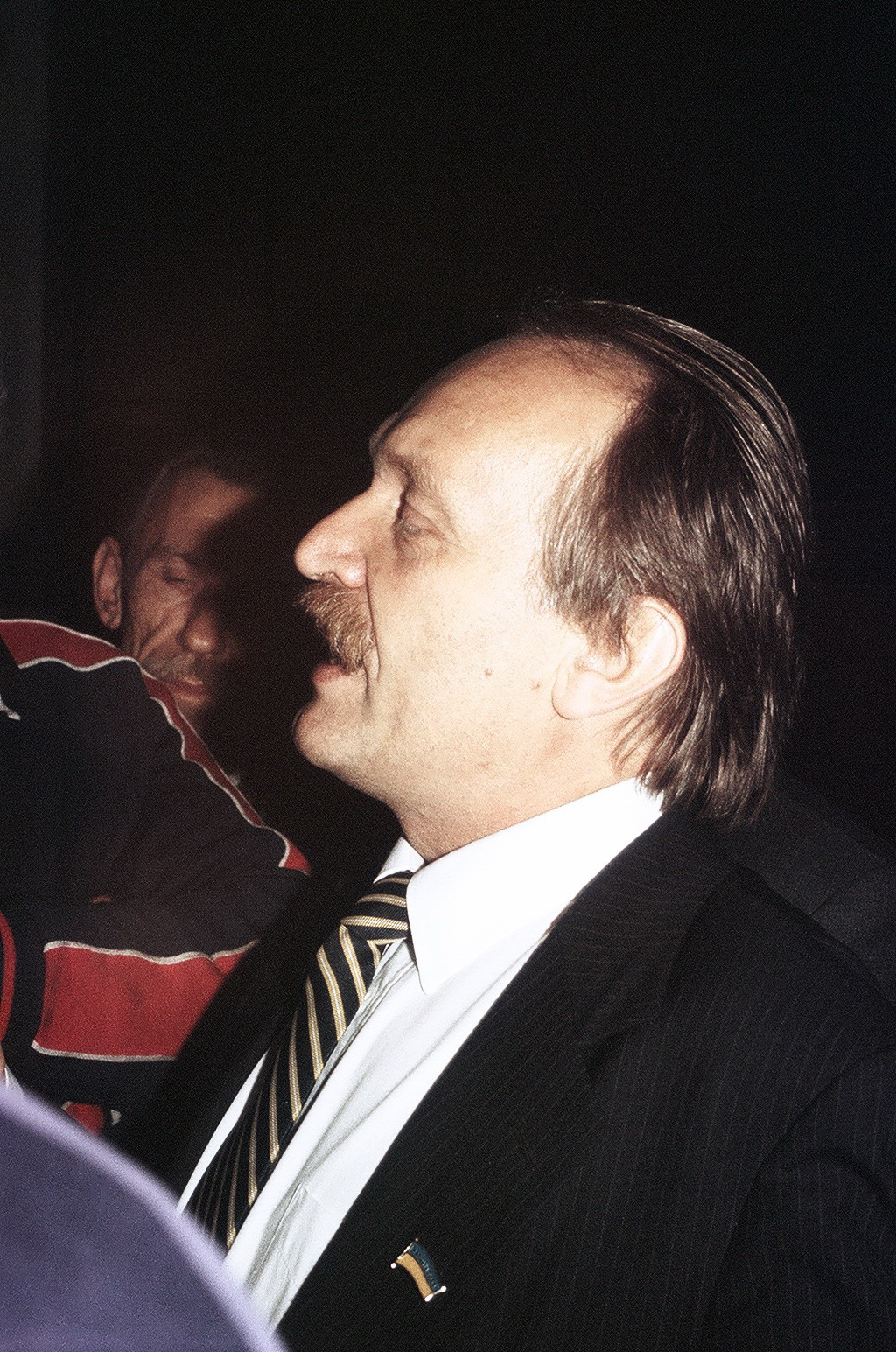
우크라이나의 소련 반체제 인사이자 루흐 전선의 지도자인 비야체슬라우 초르노빌.

1990년 1월 21일, 키예프, 리비우, 이바노프란키우스크에서 1918년 우크라이나 독립과 1년 후인 우크라이나 통일의 날을 기념하며 480km에 달하는 인간 사슬을 만드는 시위를 열었다. 1월 23일엔 우크라이나 그리스 가톨릭교회가 1946년 소비에트에게 탄압당한 뒤 처음으로 시노드(종교 회의)를 열었다. 2월 9일엔 우크라이나 법무부가 루흐 정선을 정식 단체로 승인했다. 하지만 3월 4일 열릴 총선에 루흐 전선이 후보자를 등록하기엔 이미 너무 늦은 후였다. 당시 우크라이나의 최고 라다에 해당되는 우크라이나 최고대표대회 총선에서 서우크라이나에선 민주 블록이 압승을 거뒀다. 거의 대부분 의석에서 결선선거가 치러졌다. 3월 18일엔 민주 블록 의원이 결선선거 의석 대부분에서 승리했다. 전체 450석 중 민주블록이 90석을 차지했다.
4월 6일, 리비우 시의회가 성 게오르기우스 성당을 우크라이나 그리스 가톨릭교회로 개종하는 안건을 냈다. 러시아 정교회 측은 이 안건을 비토하였다. 4월 29일에서 30일 사이엔 우크라이나 헬싱키 그룹이 해체되고 이를 우크라이나 공화당이 새로 창설되어 이어받았다. 5월 15일엔 새 의회가 소집되었다. 보수적인 공산주의 블록은 239석을 차지하고 있었으며, 국가위원회로 커진 민주블록은 129석을 차지했다. 6월 4일엔 국회의장 선거에 후보 2명이 출마했다. 우크라이나 공산당의 지도자인 블라디미르 이바시코가 60%의 지지율로 의장에 선출되었으나 100표가 넘는 반대세력이 보이콧을 하였다. 6월 5일에서 6일 사이엔 미국에 있는 미국 우크라이나 정교회의 므스티슬라우가 우크라이나 독립정교회의 첫 시노드에서 총대주교 자리로 선출되었다. 또한 3월엔 필라레트를 위시한 우크라이나 정교회가 자치권을 얻은 데 이어 6월엔 우크라이나 독립정교회가 러시아 정교회 모스크바 총대주교청으로부터 완전히 독립하였다.

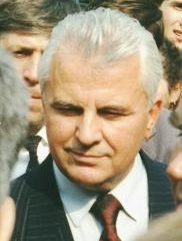
1990년 우크라이나의 지도자가 된 레오니드 크라우추크.

6월 22일, 블라디미르 이바시코가 의회 내 그의 지위를 고려하여 우크라이나 공산당의 지도자 후보 자리에서 사퇴하고 내려온다. 이후 우크라이나 공산당 제1서기에 스타니슬라우 후렌코가 등극하였다. 7월 11일엔 이바시코가 소련 공산당 부서기로 선출된 후 우크라이나 의회 의장 자리에 사임하였다. 의회는 일주일 후인 7월 18일 사임안을 수리했다. 7월 16일 올라온 우크라이나 주권 선언 안건에서 찬성 355표, 반대 4표의 압도적 찬성율로 통과되었다. 인민대표대회는 찬성 339표, 반대 5표로 7월 16일을 우크라이나 국경일로 선포하였다.
7월 23일, 투표를 통해 국회 의장으로 레오니드 크라우추크가 선출되었다. 7월 30일엔 의회가 "아르메니아나 아제르바이잔 같은 분쟁 지역에 있는 우크라이나 병사들"에게 우크라이나로 귀환하라는 요구를 담은 결의안을 통과시켰다. 8월 1일엔 의회에서 압도적인 찬성으로 체르노빌 원자력 발전소 폐쇄안을 통과시켰다. 8월 3일엔 우크라이나 경제주권법을 통과시켰다. 8월 19일엔 44년만에 처음으로 성 게오르기우스 성당에서 우크라이나 카톨릭 예식이 치러졌다. 9월 5일에서 7일 사이엔 키예프에서 1932-1933년 우크라이나 대기근에 대한 국제 심포지엄이 열렸다. 9월 8일엔 리비우에서 1933년 이후 처음으로 "그리스도 청년단" 행진 집회가 열렸다. 이 집회엔 4만명이 참여했다. 9월 28일에서 30일 사이엔 우크라이나 녹색당 창당 기념 총회가 열렸다. 9월 30일엔 키예프에서 10만명이 모여 고르바초프의 신연방 조약에 반대하는 시위가 열렸다.
10월 1일엔 이전 정권의 잔재라고 비판받은 크라우츠크와 총리 비탈리 마솔에게 사직하라는 대중 시위가 열린 가운데 의회가 열렸다. 학생들은 키예프 독립광장에서 농성을 벌이면서 시위를 계속했다.
10월 17일엔 마솔이 사임했으며, 10월 20일엔 므스티슬라우 총대주교가 46년간 이어졌던 소련의 추방령에서 풀어나 우크라이나에 도착해 키예프 성 소피아 대성당에 입성했다. 10월 23일엔 우크라이나 헌법에 있던 제6조 우크라이나 공산당의 "지도자적 역할" 문구를 폐지하는 안건이 통과되었다.
10월 25일에서 28일 사이엔 루흐 전선이 두번째 총회를 개최하고 이 자리에서 전선의 주요 목적이 "우크라이나의 독립국가 건국"임을 선포하였다. 10월 28일엔 우크라이나 독립정교회 측에서 키예프 성 소피아 대성당에 예식을 가졌고, 이 자리에 새로 선출된 러시아 정교회 총대주교 알렉세이와 메트로폴리탄 총대주교 필라레가 동석하였다. 11월 1일엔 우크라이나 로마 카톨릭교회의 총대주교인 볼로디미르 스테르니크와 우크라이나 독립정교회 총대주교인 므스티슬라우가 리비우에서 만나 1918년 서우크라이나 인민공화국 독립선언의 날을 축하하며 회동을 가졌다.
11월 18일엔 성 소피아 대성당에서 미사를 치르는 도중에 우크라이나 독립정교회가 키예프 총대주교 및 전우크라이나를 대표하여 므스티슬라우를 축성하였다. 또한 같은 날엔 캐나다가 우크라이나계 캐나다인인 네스토르 하요우스키를 키예프 총영사로 파견한다고 발표했다. 11월 19일엔 미국이 우크라이나계 미국인인 존 스테판추크를 키예프 총영사로 임명하였다. 같은 날 우크라이나 의회 의장인 크라우추크와 러시아 의회 의장인 옐친이 만나 10년간의 양자 협정을 맺었다. 1990년 12월 초엔 우크라이나 민주혁명당이 창당했으며, 12월 15일엔 우크라이나 민주당이 창당했다.

### 중앙아시아 공화국

#### 타지키스탄: 두샨베 봉기

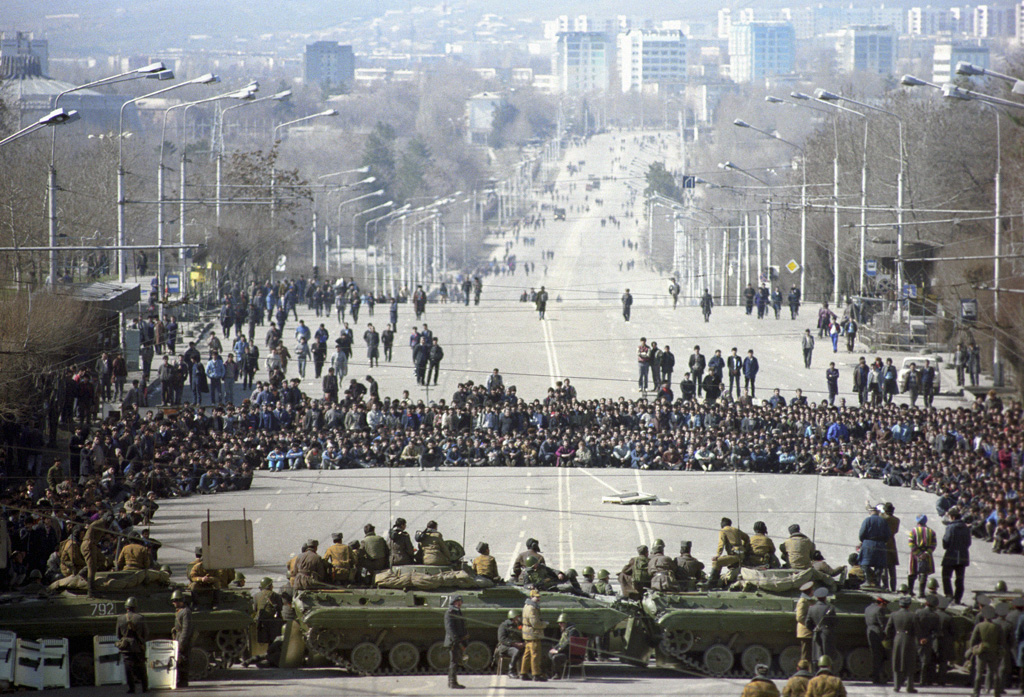
타지키스탄의 수도 두샨베에서 광장에 있는 소련군 앞에 시위를 벌이는 타지크인 민족주의자 시위대.

1990년 2월 12일에서 14일 사이 타지크 소비에트 사회주의 공화국의 수도인 두샨베에서 타지크인과 강제이주된 아르메니아인 간 민족갈등이 터져 반아르메니아 민족분규인 대봉기가 일어났다. 봉기 도중 민족주의 단체인 라스토흐즈를 중심으로 한 시위가 폭력적으로 바뀌었다. 시위대는 급진적인 경제, 정치개혁을 요구하며 정부청사에 방화하고 상점은 약탈당했다. 이 봉기는 14일 고르바초프가 군을 투입하면서 진압되었다. 이 봉기로 26명이 사망하고 565명이 부상을 입었다. 또한 이 봉기에 책임을 지고 타지크 공산당 제1서기, 최고회의 의장, 수상 등 수뇌부 전원이 사임하였다.

#### 키르기스스탄: 오시 봉기
1990년 6월, 키르기스스탄의 오시에서 키르기스인 민족 단체인 '오시 야마히'와 우즈베크인 민족 단체인 '아돌라트' 사이에 과거 집단농장 토지였던 곳의 관할권 분쟁으로 민족분규가 일어나며 오시 봉기가 일어났다. 이 봉기는 키르기스 전역으로 퍼져 키르기스 공화국 수도인 프룬제에도 공산당 본부 점령 시도가 있는 등 키르기스 공화국과 우즈베크 공화국 사이의 내전으로 번졌다. 이 충돌로 300명이 사망하고 462명이 중상을 입는 등 1,300명 이상이 사상하였다. 하지만 이후에도 지속적으로 양 민족간 분쟁이 계속 이어졌다.

## 1991년

### 모스크바의 위기
1991년 1월 14일, 니콜라이 리즈코프가 '소련의 총리'직으로 불리는 소련 각료평의회 주석에서 사임하였고, 그를 이어 발렌틴 파블로프가 소련 총리직에 취임하였다.
3월 17일 열린 소련 연방 전체 국민투표에서 유권자의 76.4%가 개혁된 소련 유지를 지지했다. 하지만 발트 공화국, 아르메니아, 그루지야, 몰다비아 공화국과 체첸-인구시 자치공화국(러시아 공화국 내 자치 공화국)은 이 국민투표를 보이콧했다. 투표를 진행한 나머지 9개 공화국에서는 전부 개혁된 소련 유지 지지율이 더 높았다.

### 옐친의 러시아 대통령 등극

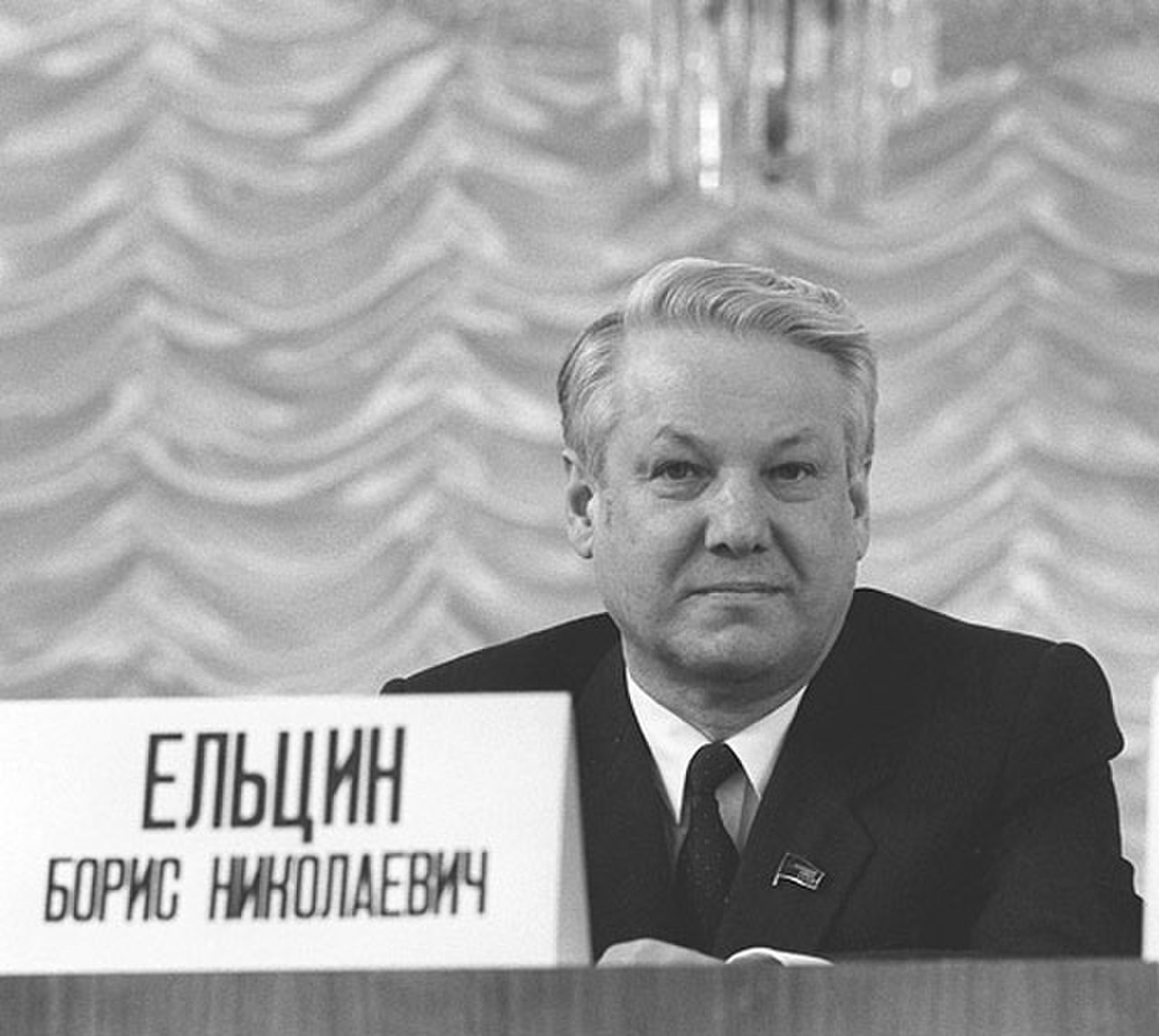
최초로 민주 선거로 당선된 러시아 대통령인 보리스 옐친.

1991년 6월 12일, 러시아에서 최초로 열린 대통령 민주 선거에서 보리스 옐친이 58.6%의 지지율로 17.2%의 지지를 받은 고르바초프 파인 니콜라이 리즈코프를 물리치고 러시아 공화국의 대통령에 당선되었다. 옐친이 러시아 공화국 대통령에 당선된 이후, 러시아는 즉시 독립을 선포하였다. 옐친은 선거 운동에서 소련의 "중앙정부 독재"를 비판했으나 민영화 도입에 대해서는 말하지 않았다.

### 발트 공화국

#### 리투아니아
1991년 1월 13일, 소련군과 KGB 스페츠나츠 알파 그룹은 리투아니아 독립운동을 진압하기 위해 빌뉴스의 TV 방송타워를 습격하였다. 이 충돌로 민간인 13명이 사망하고 수백명이 부상을 입었다. 7월 31일 밤에는 발트해의 소련 군사 본부가 있는 리가에서 OMON 특수부대 요원이 메디닝카이에 있는 리투아니아의 국경 초소를 공격하여 리투아니아 경찰 6명이 사망했다. 이 사건으로 국제 사회에서 소련의 입장이 악화되었으며 리투아니아의 저항은 더욱 거세졌다.

#### 라트비아

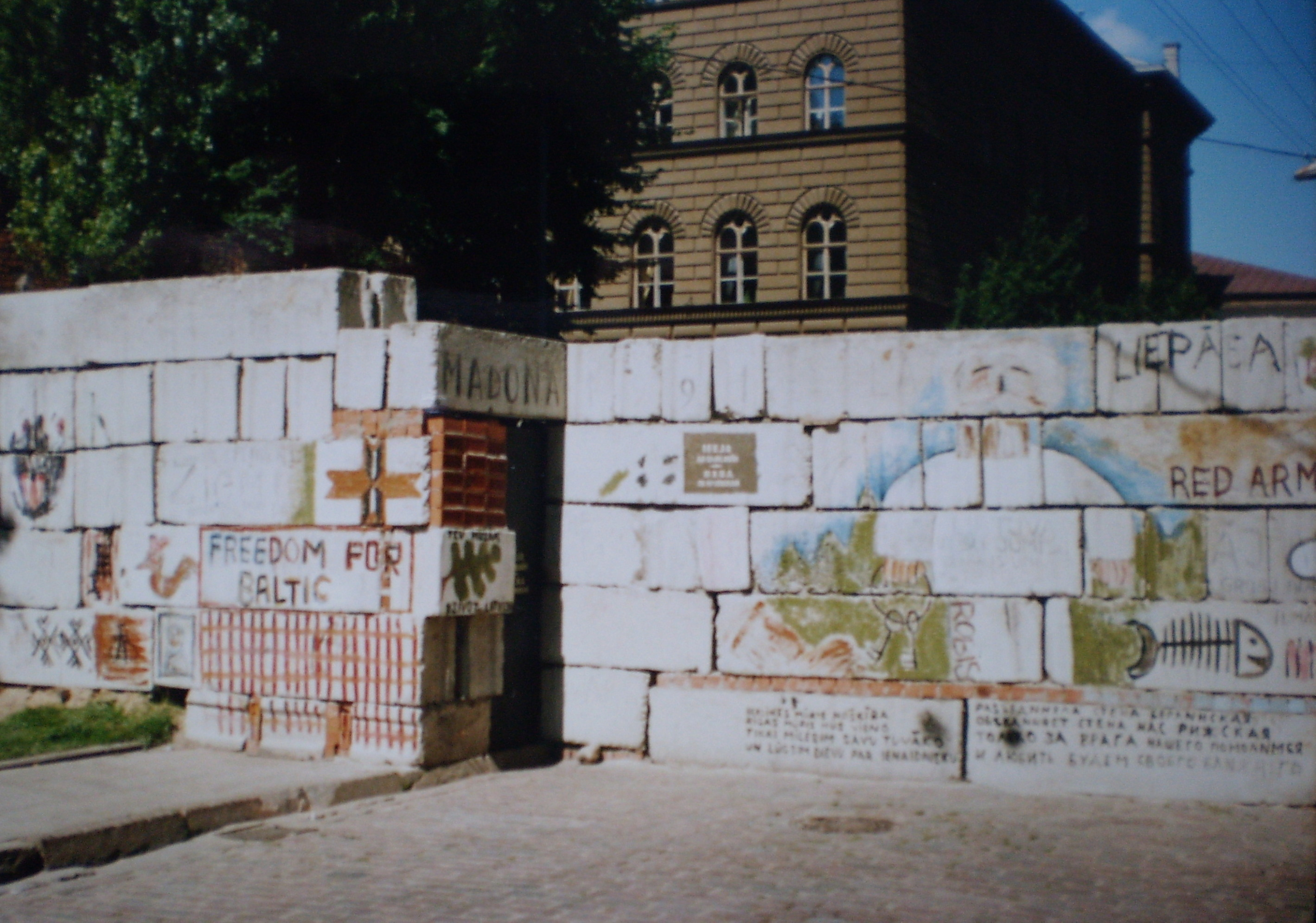
1991년 7월, 소련군이 라트비아 국회로 진입하는 걸 막기 위해 설치한 리가의 바리케이드.

리투아니아에서 유혈 충돌이 일어난 후, 라트비아군은 즉시 리가에서 주요 도로와 다리 곳곳을 바리케이드로 막아 방어하는 등 방어 조직을 설치하는 바리케이드 사건이 일어났다. 하지만 1월 20일 소련군이 라트비아 내무부 건물을 공격하여 유혈로 장악, 민간인 4명이 사망하고 수십명이 부상을 입었다.

#### 에스토니아
에스토니아가 탈린 시간으로 1991년 8월 20일 오후 11시 3분에 8월 쿠데타가 진행되는 도중 독립을 선포하고 많은 에스토니아인들이 탈린 텔레비전탑으로 몰려가 소련군이 포위점령하기 전에 먼저 장악하여 소련군간의 통신을 끊으러 시도했다. 에드가르 사비사르가 소련군과 10분간 대치한 후, 에스토니아인에 대해 저항하다 실패하고 이내 탈린에서 물러났다.

### 8월 쿠데타

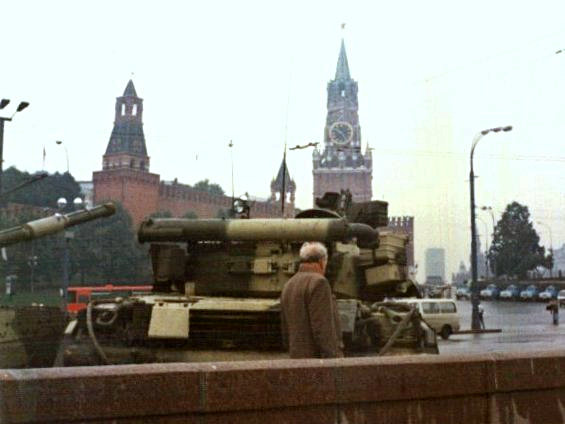
1991년 8월 쿠데타 도중 붉은 광장에 서 있는 전차.

이러한 일련의 분리주의 세력이 커지면서 고르바초프는 소련을 덜 중앙집중적인 국가로 만들고자 했다. 1991년 8월 20일 러시아 SFSR은 소련을 대통령, 국방, 외교정책만 연방에 맡긴 주권국들의 연합으로 바꾼다는 내용의 신연방조약에 서명할 예정이었다. 이 안은 소련 내 공동경제로 큰 경제적 혜택을 보고 있던 중앙아시아 공화국들이 강력하게 지지했다. 하지만 이는 경제적, 사회적으로 어느 정도 공산당이 계속 지배하고 있음을 뜻하는 것이었다.
하지만 반체제 인사들은 소련이 점점 여러 독립국으로 분열되고 있다고 해도 시장경제로 급속히 체제를 바꿔야 한다고 주장했다. 모스크바의 깊은 통제에서 지방 정부와 공화국들이 독립 움직임을 보이는 것 외에도 러시아 연방의 대통령으로써 옐친도 독립을 요구했다. 신연방조약에 대한 개혁주의자들의 미적지근한 반응에 반해 소련군과 소련 군산복합체, 국가보안위원회(KGB), 소련 공산당 내에서 여전히 강한 세력을 가지고 있던 보수파, 소련의 러시아 국가주의자, 소련의 러시아 민족주의자 등은 소비에트 국가와 중앙집중화된 권력구조를 건드리는 것에 격렬하게 반발했다.
1991년 8월 19일, 소련 부통령 겐나디 야나예프, 총리 발렌틴 파블로프, 국방부 장관 드미트리 야조프, KGB 국장 블라디미르 크류치코프 및 기타 고위 관리들은 신연방조약 체결을 막기 위해 국가비상사태위원회 조직을 세워 고르바초프 대통령을 크림반도 포로스 별장에 연금시키고 통신선을 전부 끊어버렸다. 쿠데타 지도자들은 모든 정치활동을 엄금하고 거의 대부분 신문 및 언론 운영을 중단하는 긴급조치를 발령했다.
쿠데타 조직은 대중들의 지지를 받을 것이라 생각했지만, 각 공화국과 대도시, 특히 모스크바에서도 대규모 시위와 파업을 열고 쿠데타에 동참하지 않는 모습을 보였다. 러시아 공화국의 대통령인 옐친은 쿠데타 세력을 비판하고 쿠데타에 동조하지 말라고 연설하면서 대중들의 지지를 받았다.
당시 러시아 주권을 상징적으로 보여주던, 러시아 연방 의회와 옐친의 사무실이 있던 벨리 돔 앞에 모스크바 시민 수천명이 에워싸여 지켰다. 쿠데타 주동자들은 옐친을 체포하러 했으나 실패하였고 옐친은 전차 위에 올라타 쿠데타에 반대하는 연설을 하였다. 쿠데타 세력은 벨리 돔 앞으로 특수부대를 보냈으나 대원들은 바리케이드를 뚫고 건물을 장악하라는 명령을 거부했다. 또한 쿠데타 세력들은 외국 방송에 대한 전파방해를 하지 않아 많은 모스크바 시민들은 CNN 방송을 통해 소식을 들었다. 연금되었던 고르바초프도 소형 트랜지스터 라디오를 통해 BBC 월드 서비스 라디오를 청취하며 소식을 들을 수 있었다.
3일 후인 8월 21일 쿠데타는 실패하였다. 쿠데타 주동자들은 전원 체포되었으며 고르바초프는 대통령직에 복귀하였으나 사실상 모든 권력을 잃었다.

### 소련의 붕괴: 1991년 8-12월

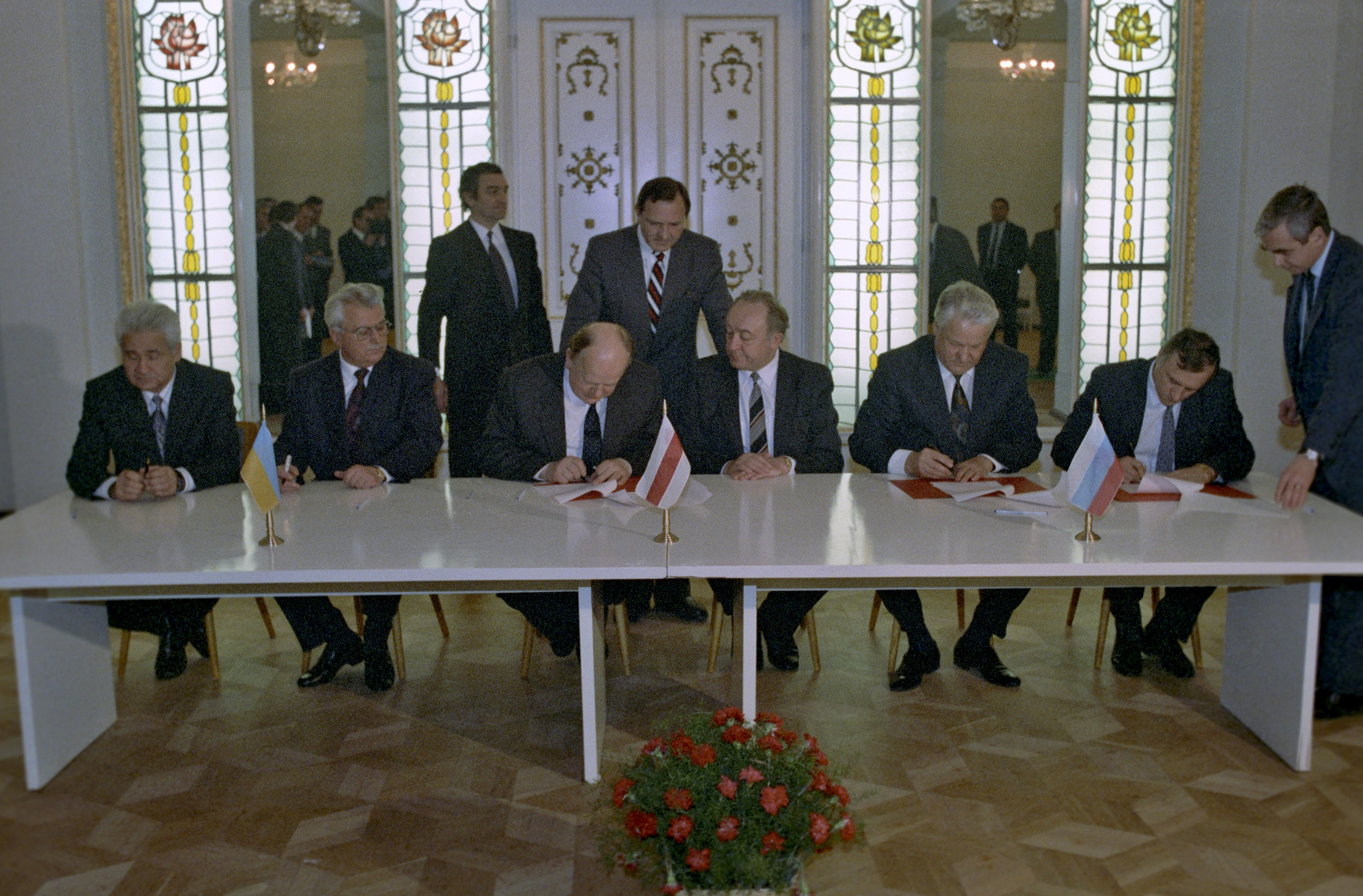
1991년 12월 8일, 독립국가연합(CIS) 수립 합의서에 서명하고 있는 모습.

8월 23일, 고르바초프와 옐친은 회담을 가져 둘이 소련을 연정하여 통치하는 데 합의하였다. 또한 둘의 합의하에 연방정부의 요직 인물을 결정하고 공산당의 활동을 중지시켰다. 8월 24일엔 고르바초프가 소련 공산당 중앙위원회를 해산시키고 당서기 직에 사임했으며 연방정부 내 모든 공산당 조직을 해체시켰다. 같은 날, 쿠데타에 대한 반발로 우크라이나 의회가 찬성 321표, 반대 2표의 압도적인 찬성율로 우크라이나 독립 선언을 통과했다. 5일 후인 8월 29일엔 최고 소비에트가 소련 영토 내에서 공산당 활동을 무기한 중지시키면서 소련을 지배해온 공산주의 통치가 막을 내렸다. 9월 5일엔 고르바초프가 남아있는 공화국의 최고위직들이 모여 총리를 추대해 지배할 수 있는 소련 국가위원회 조직을 만들었다. 하지만 이 기관은 제대로 기능하지 못했으며 사실상 이반 실라예프를 위시한 소련 국민경제관리위원회와 국가간경제위원회가 지휘하였고 이들은 실라예프 내각을 세워 급속히 줄어든 권력에서 어떻게든 행정을 유지하러 했다.
1991년 가을 들어서 소련은 급속도로 무너졌다. 8월에서 12월 사이 10개 공화국이 또 다른 쿠데타의 공포로 독립을 선언했다. 9월 말이 되면 고르바초프는 모스크바 외엔 영향력이 닿질 않았다. 여기에 크렘린을 포함한 소련 정부의 잔재들을 인수하기 시작한 옐친과도 충돌을 빚었다.
9월 12일 유엔 안전 보장 이사회 결의 제709호, 제710호, 제711호가 투표없이 통과되고 9월 17일에 유엔 총회 결의 46/4, 46/5, 46/6이 통과되면서 리투아니아, 라트비아, 에스토니아가 유엔에 가입했다. 11월 7일 들어선 거의 대부분의 언론에서 소련을 언급할 때 '구 소련'이라 언급하였다.
소련 붕괴의 최종장은 1991년 12월 1일 열린 우크라이나 독립 투표였다. 이 투표에서 90%가 독립에 찬성했다. 경제력과 정치력 면에서 러시아 다음으로 2위의 세력을 가지던 우크라이나가 탈퇴함으로써 소련을 일부 제한된 규모로라도 유지하고자 했던 고르바초프의 노력은 물거품이 되었다. 러시아, 우크라이나, 벨라루스 3개 공화국 지도자들은 연방을 대체할 대안에 대해 논의하기 시작했다.
12월 8일엔 러시아, 우크라이나, 벨라루스 3개 공화국의 정상이 벨라루스 서부의 비아워비에자 숲에서 비밀리에 만나 소련은 여러 이유로 더 이상 존재하지 않는다 선언하고 이를 독립국가연합(CIS)가 이어받았다고 합의한 벨라베자 조약에 서명했다. 또한 다른 공화국들도 CIS에 가입하라고 초청했다. 고르바초프는 이를 또 다른 쿠데타라고 하며 비판하였다. 하지만 조약 전문에 나와 있는, "소련은 국제법 및 지정학적 현실 등으로 인해 더 이상 존재하지 않는다."에 대해선 사실상 의문의 여지가 없었다.
12월 12일엔 러시아 SFSR 최고 소비에트가 벨라베자 조약을 공식적으로 비준하였고 1922년 연방 조약을 폐기하였다. 또한 러시아 대표단이 소련 최고 소비에트에서 각 공화국으로 소환되어 떠났다. 소련법에선 공화국이 대표단을 일방적으로 송환하는 것을 허용하지 않았기 때문에 이 행동에 대한 적법성엔 논란이 있었다. 하지만 이에 대해 러시아 측, 크레믈린 측 어느 쪽도 반대하진 않았다. 만약 소련 연방정부가 반대했다 쳐도, 12월도 채 되지 않아 영향력을 완전히 상실했기 때문에 반대가 어떤 의미도 없었을 것이었다. 이에 형식상으로는 소련에서 가장 큰 공화국이 탈퇴한 것으로 보였으나 러시아 측에서는 '더 이상 존재하지 않는 나라'에서 탈퇴하는 것은 불가능하므로 이 같은 말은 사실이 아니라고 말했다. 이날 늦게 고르바초프는 처음으로 사임하겠다는 암시를 하였다.

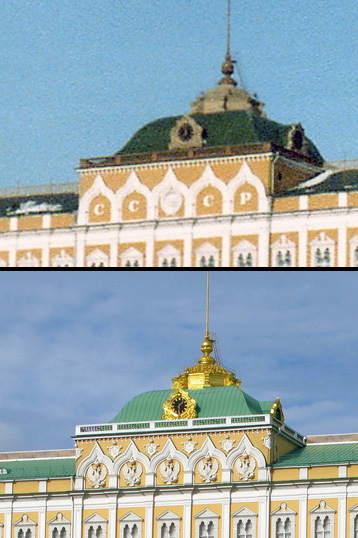
소련 붕괴 전 크렘린 대궁전 윗쪽에 소련의 국장과 'CCCP'라는 소련의 국명이 적혀 있던 것(위쪽)이 소련 붕괴 후 러시아의 국장 5개로 바뀐 모습(아랫쪽).

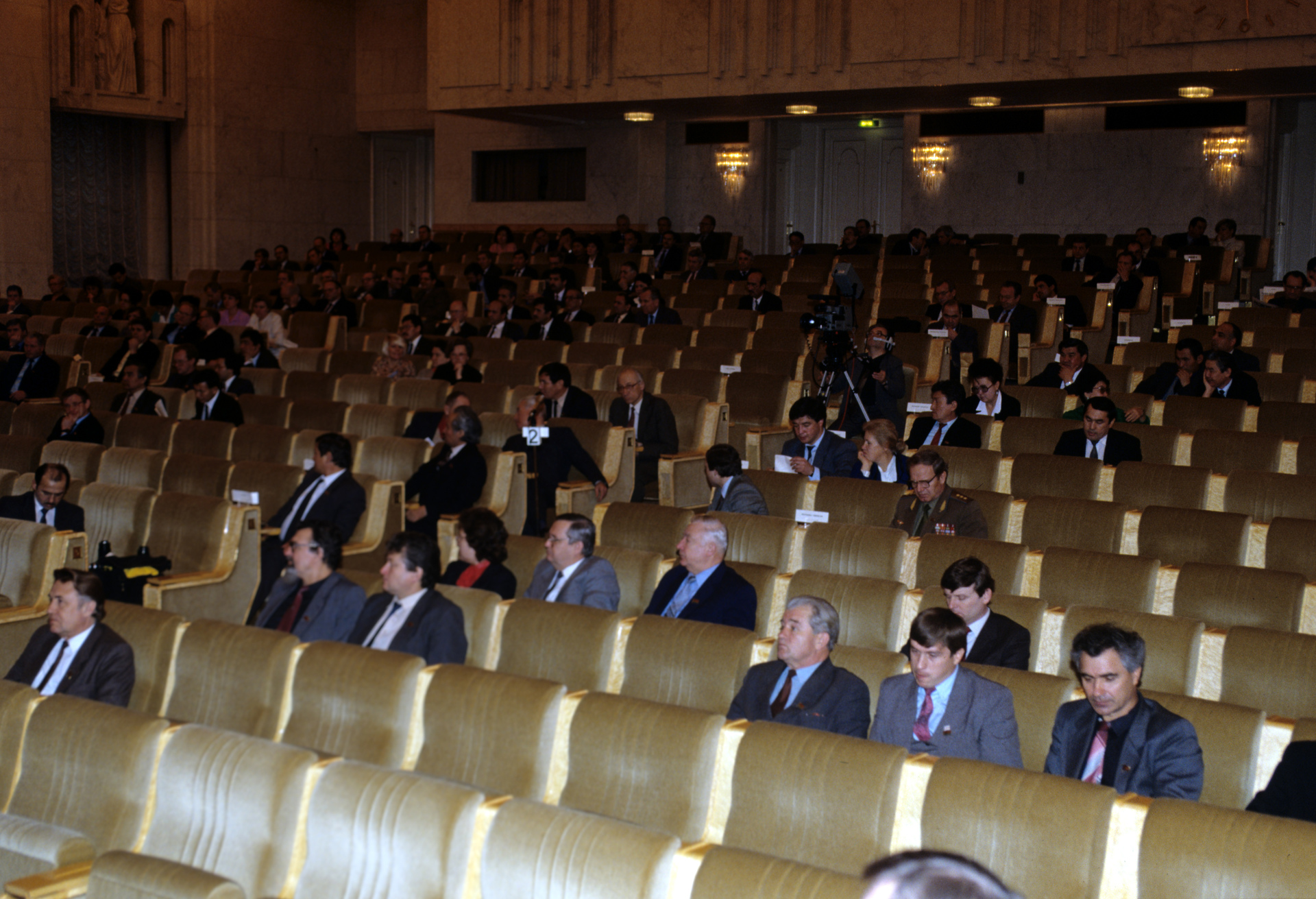
1991년 12월 26일, 소련 최고 소비에트 연방회의 마지막 회의를 촬영한 사진.

12월 17일, 유럽 경제 공동체를 위시한 28개 유럽 국가와 4개 비유럽 국가, 발트 3국, 소련의 12개 공화국 중 9개 공화국 정상이 모여 헤이그에서 유럽 에너지 헌장을 체결했다.
벨라베자 조약이 소련을 합법적으로 해산시켰는지에 대해선 논란의 여지가 남아있었다. 하지만 12월 21일 소련의 12개 공화국 중 조지아를 제외한 11개 공화국 정상이 모여 소련 해체를 공식적으로 확인하고 독립국가연합의 창설을 발표한 알마아타 조약에 서명하면서 소련의 해체는 확실해졌다. 이 조약엔 고르바초프의 사임을 '승인'한다는 내용도 있었다. 고르바초프는 이 때까지도 공식적인 입장을 밝히진 않았으나 이전에 독립국가연합이 실제로 수립되면 즉각 사임할 것이라 말했다.
12월 25일 저녁 7시, 고르바초프는 전국 텔레비전 연설을 통해 "난 소비에트 사회주의 공화국 연방의 대통령직으로써의 활동을 중지한다"라고 말하면서 대통령직 사임을 밝혔다. 또한 고르바초프는 연방내각을 해체시키고 핵무기 권한을 포함한 권력 거의 대부분을 옐친에게 양도하였다. 그보다 7일 전인 12월 17일엔 고르바초프와 옐친이 만나 소비에트 연방의 해체는 "기정사실"임을 합의했다. 같은 날 러시아 SFSR 최고 소비에트는 러시아의 법적 국명을 "러시아 소비에트 사회주의 연방 공화국"에서 "러시아 연방"으로 바꾸어 주권국임을 보여주는 법령을 통과시켰다.
12월 25일 모스크바 시각 오후 7시 32분, 고르바초프가 크렘린을 떠난 후 마지막으로 소련의 국기가 내려갔으며 오후 11시 40분 그 자리에 러시아 삼색기가 계양되면서 상징적으로 소련의 상징이 사라졌다. 고르바초프는 사임 연설에서 국내 개혁 정책과 데탕트는 옹호했으나 "새체제가 작동하기도 전에 구체제가 무너져 버렸다"고 말했다. 같은 날 미국의 대통령 조지 H. W. 부시는 소련의 나머지 11개 공화국의 독립성을 정식으로 인정한다는 연설을 하였다.
12월 26일, 소련 최고 소비에트 상원 격인 연방회의는 소련 및 연방회의 자신에 대한 해체 투표를 열었다. (하원 격인 민족회의는 12월 12일 러시아 대표단이 철수하며 정족수를 못채워 사실상 기능을 중지하였다.) 다음 날 27일부턴 옐친이 고르바초프가 사용했던 전 사무실을 이어받아 직무를 수행하기 시작했다. 1991년 말까지 러시아가 인수인계하지 않은 소련 연방 기관은 운영을 중지했고 개별 공화국은 중앙정부로 승격되어 통치를 시작했다.
알마아타 조약에선 유엔 회원국 여부를 포함한 여러 문제도 다루었다. 특히 러시아는 유엔 안전 보장 이사회 상임이사국을 포함한 소련의 유엔 권한을 승계받을 권한이 있었다. 소련 유엔 대사는 옐친 대통령 명의로 1991년 12월 24일 알마아타 조약에 의해 러시아가 소련의 승계국가임을 통보한 편지를 유엔 사무총장에게 보냈다. 다른 유엔 회원국에게 이의제기 없이 지나간 후, 1991년 12월 31일에 이 편지가 접수되고 승인되었다.

## 결과 및 영향

### 스포츠
소련의 해체는 스포츠계에도 막대한 영향을 주었다. 소련 축구 국가대표팀은 UEFA 유로 1992 예선에서 경기를 뛰다 중간에 소련이 해체되자 독립국가연합 축구 국가대표팀 이름으로 경기에 참여했다. 이 대회 이후 FIFA는 구 소련 공화국의 기록을 독립국으로 각각 독립시켰으며, 소련 팀의 기록은 러시아 축구 국가대표팀 기록으로 승계시켰다.
1992년 동계 올림픽 및 1992년 하계 올림픽이 개최되기 전에 소련이 해체되어 버리자 구 소련 올림픽 위원회는 1992년 3월 12일까지 일시적으로 존속시켰고 해산되어 러시아 올림픽 위원회로 승계되었다. 하지만 소련의 15개 공화국 중 12개국이 올림픽기를 기로 쓰는 올림픽 연합 선수단 명의로 연합하여 1992년 하계 올림픽에 참가했다. 동계 올림픽에선 12개 공화국 중 6개 공화국이 올림픽 연합 선수단 명의로 참여하여 대회 2위를 차지했다. 1996년 하계 올림픽에서부턴 소련에서 독립한 공화국들이 각 독립국 명의로 참여할 수 있게 되었다.

### 통신
소련이 사용했던 국가번호인 +7는 러시아와 카자흐스탄이 승계받아 계속 사용하고 있다. 1993년부터 1997년 사이엔 기타 공화국들이 +375(벨라루스), +380(우크라이나)같은 새로운 국가번호를 부여받았다.

### 인종 갈등
소련 붕괴 직전 몇 년간 연방 공화국 내 여러 지역에서 민족간 충돌이 일어났다. 소련 붕괴 후 민족 분쟁이 일어났던 거의 대부분의 지역에서 무력 충돌이 시작되었다.
- 나고르노카라바흐 분쟁 - 나고르노카라바흐 지역의 아제르바이잔인-아르메니아인 분쟁
- 압하지야-조지아 분쟁 - 압하지야 지역의 조지아인-압하스인 분쟁
- 조지아-오세티야 충돌 - 남오세티야 지역의 조지아인-오세티야인 분쟁
- 동프리고로드니 충돌 - 프리고로드니 지역의 오세티야인-인구시인 분쟁
- 타지키스탄 내전 - 타지키스탄 내 부족 분쟁
- 제1차 체첸 전쟁 - 체첸 지역의 러시아인-체첸인 분쟁
- 트란스니스트리아 분쟁 - 트란스니스트리아 지역의 분리주의 분쟁

블라디미르 무코멜은 1988-1996년 동안 인종 갈등으로 벌어진 무력 충돌의 사망자수는 10만명에 달하고, 난민은 최소 500만명에 이른다고 집계했다.

### 소련 흑해 함대 분할
소련 붕괴 직후, 흑해 함대에 대해 러시아와 우크라이나는 충돌을 빚었다. 러시아는 흑해함대의 공동관할, 우크라이나는 단일관할을 주장하였다. 결국 수 차례 협상 결과 1992년 1월 11일 흑해함대를 분할, 일부를 러시아 관할로, 일부를 우크라이나 관할로 두기로 합의했다. 하지만 이후에도 군 분할에 대해 러시아와 우크라이나 간 입장차로 충돌하다 1992년 8월 정상회담을 열어 1995년까지 3년간 과도기로 러시아-우크라이나 통합군 형태로 공동 관할하기로 하였다.
하지만 이같은 회담 결정에도 빈번하게 흑해 함대 및 소련군 관할권 문제로 두 국가는 분쟁을 겪었다. 흑해함대의 모항이었던 세바스토폴의 관할권 및 유지 관련 분쟁이 특히 심했다. 최종적으로 1997년 5월 28일 러시아와 우크라이나 사이 정상회담이 열려 3개 조항 합의를 맺어 흑해함대 분할 및 모항 관할에 대한 분쟁을 끝냈다.

## 소련 붕괴 후 독립국 연표
다음은 소련에서 분리독립한 독립국의 독립 날짜 연표이다. 미승인국은 기울임꼴로 표시한다.

소련으로부터 분리독립한 독립국과 소련의 영토변화를 날짜순으로 그린 지도 애니메이션.

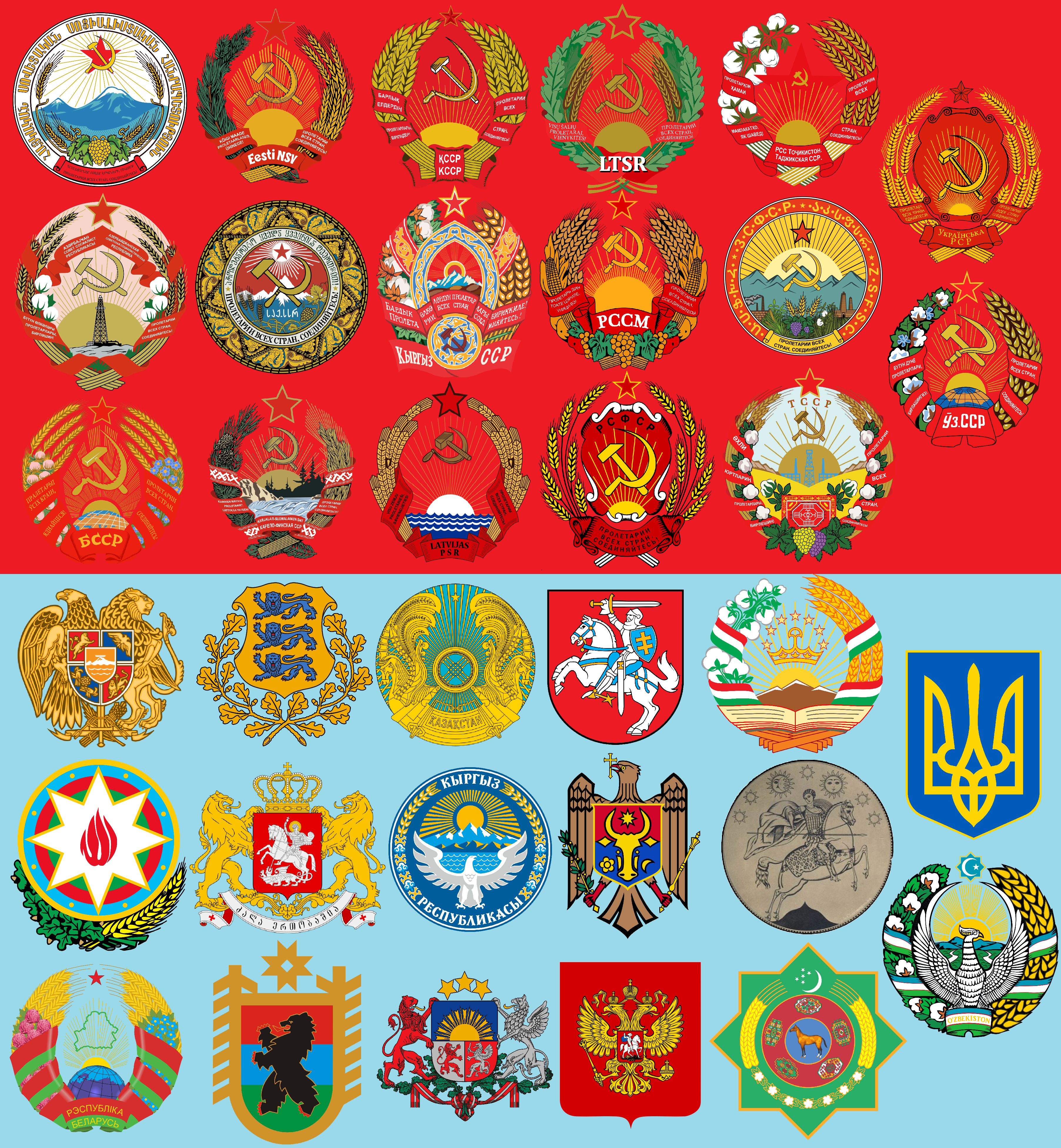
소련 해체 전후 독립국의 국장 그림.

### 8월 쿠데타 이전
- 리투아니아 - 1990년 3월 11일
- 에스토니아 (과도기) - 1990년 3월 30일
- 라트비아  (과도기) - 1990년 5월 4일
- 압하지야 - 1990년 8월 25일
- 타타르스탄 - 1990년 8월 30일
- 트란스니스트리아 - 1990년 9월 2일
- 조지아 - 1991년 4월 9일

### 쿠데타 기간
- 가가우지아 - 1991년 8월 19일
- 에스토니아 (즉각 독립) - 1991년 8월 20일
- 라트비아 (즉각 독립) - 1991년 8월 21일

### 쿠데타 이후
- 우크라이나 - 1991년 8월 24일
- 벨라루스/벨로루시 - 1991년 8월 25일
- 몰도바 - 1991년 8월 27일
- 키르기지아 - 1991년 8월 31일
- 우즈베키스탄 - 1991년 9월 1일
- 나고르노카라바흐 공화국 - 1991년 9월 2일
- 타지키스탄 - 1991년 9월 9일
- 아르메니아 - 1991년 9월 21일
- 아제르바이잔 - 1991년 10월 18일
- 투르크메니스탄 - 1991년 10월 27일
- 이치케리야 체첸 공화국 - 1991년 11월 1일
- 남오세티야 - 1991년 11월 28일
- 러시아 SFSR - 1991년 12월 12일(이 날 러시아 SFSR 최고 소비에트는 벨라베자 조약을 인준하고 1922년 소련 조약을 말소하고 소련 최고 소비에트에서 러시아 대표단을 철수시켰다.)
- 카자흐스탄 - 1991년 12월 16일

## 유산
2014년 여론조사에 따르면 러시아 시민의 57%가 소련의 붕괴를 후회했으며, 30%가 후회하지 않는다고 답변했다. 청년층보다 장년층일수록 소련에 대한 향수가 강한 것으로 드러났다. 2005년 2월 시행한 유사한 여론조사에선 우크라이나 시민의 50%가 소련 해체를 후회한다고 밝혔다. 2016년 우크라이나에서 시행한 같은 여론조사에 따르면 소련 붕괴의 여파의 휴유증을 겪은 시민들 중 30%만 붕괴를 후회했고, 50%는 후회하지 않는다고 밝혔다.
2016년 1월 25일, 러시아의 대통령 블라디미르 푸틴은 스탈린을 비판하면서 소련이 해체되면서 각 공화국이 이탈할 정치적 권리가 있다며 옹호하였다.
소련이 붕괴되며 각 공화국의 경제적 유대 관계가 붕괴되며 동구권 및 구소련 국가의 생활 수준은 대공황보다 더 심한 수준으로 붕괴되는 결과를 가져왔다. 빈곤 및 경제적 불평등 문제도 심해져서, 1988년-1989년, 1933년-1995년 사이 구 소련 국가의 지니 계수는 평균 9% 정도 상승했다.  심지어는 1998년 러시아 금융 위기 이전에도 러시아의 GDP는 1990년대 초반의 절반에 불과했다.

### 유엔 회원국 자격
1991년 12월 24일, 러시아 연방의 대통령 보리스 옐친은 유엔 사무총장에게 서한을 보내 안보리 상임이사국을 포함한 소련의 모든 유엔 회원국 권리를 러시아가 승계한다는 결정을 독립국가연합의 기타 11개국이 지지한다는 통보를 보냈다.
하지만 1945년 10월 24일에 벨로루시 소비에트 사회주의 공화국과 우크라이나 소비에트 사회주의 공화국은 소련과 동시에 유엔에 가입하였다. 독립 이후 우크라이나 소비에트 사회주의 공화국은 1991년 8월 24일 국명을 우크라이나로 바꿨다고 통보했으며 벨라루스 소비에트 사회주의 공화국은 1991년 9월 19일 벨라루스 공화국으로 바꿨다고 유엔에 통보했다.
기타 12개 공화국은 소련에게서 독립한 후 유엔에 차례로 가입하였다.
- 1991년 9월 17일:  에스토니아,  라트비아,  리투아니아
- 1992년 3월 2일:  아르메니아,  아제르바이잔,  카자흐스탄,  키르기스스탄,  몰도바,  타지키스탄,  투르크메니스탄,  우즈베키스탄
- 1992년 7월 31일:  조지아

## 소련 해체의 역사학계 해석
역사학에서는 소련 해체에 대해서 대개 두 가지 관점으로 분석하고 있다. 하나는 의도론적 관점(intentionalist)이며 하나는 구조론적 관점(structuralist)이다.
의도론적 관점에서는 소련의 해체는 불가피하지 않았으며 고르바초프, 옐친을 위시한 특정 개인의 정책과 결정으로 일어난 일이라고 주장한다. 의도론적 관점을 주장하는 대표적인 예로는 아치 브라운의 '고르바초프 팩터'(The Gorbachev Factor) 서적으로, 그는 적어도 1985년에서 1988년까진 소련의 정치에서 고르바초프가 주요 세력 중 하나였으며 '사건으로 이끌어지는' 것과는 반대로 정치 개혁과 발전을 주도했다고 주장했다. 이 입장은 페레스트로이카, 글라스노스트 정책, 혼합 경제 지향, 외교 정책 입장에서 강하게 나타난다고 하며, 정치학자 조지 브레슬루어는 고르바초프를 "사건의 남자"라고 이름붙이면서 이러한 관점을 주장했다. 약간 다른 관점에서, 데이비드 코츠와 프리드 비어는 소비에트의 엘리트들이 내셔널리즘과 자본주의를 자극시킨 원인이 되었는데, 이들은 각 개인으로는 엄청난 혜택을 보았다고 주장했다. 이들은 소련이 무너진 후에도 각 공화국의 정치 및 경제 최상위층에 있음을 근거로 하였다.
구조론적 관점에서는 소련의 해체는 뿌리깊은 구조적인 문제로 언젠가는 일어났을 '시한폭탄'과 같았다는 결정론적 견해로 보았다. 예를 들어, 스티븐 워커는 소수민족은 연방 차원에서 힘을 아에 잃어버렸고 문화적으로 불안정한 형태로 경재적 근대화를 맞이했으며 일정 수준으로 러시아화되었으나 소련의 몇 가지 정책들(토착민족 지도자 승인, 현지어 지원)에 힘입어 의식적인 내셔널리즘을 만들었다고 주장한다. 여기에 동맹국이 모인 자발적이고 상호적인 연합이라는, 소련의 연방체제에 대한 기본적으로 정당화된 신화가 탈퇴/독립을 쉽게 만들었다고 주장한다.

## 같이 보기
- 벨라베자 조약
- 유고슬라비아 해체
- 체코슬로바키아의 해체
- 독일의 재통일
- 소련의 역사 (1985년 ~ 1991년)
- 러시아의 역사 (1992년-현재)
- 소련 붕괴의 예측
- 주권국 연맹 (SSG)

## 참고 문헌
- “After the Fall: Building Nations out of the Soviet Union” (PDF). 《History of the International Monetary Fund 1990–1999 – Tearing Down Walls》. 국제 통화 기금.
- Robert Service (2015년). 《The End of the Cold War》. PublicAfairs. ISBN 9781610394994.
- Aron, Leon. Boris Yeltsin : A Revolutionary Life. Harper Collins (2000). ISBN 0-00-653041-9
- Aron, Leon. "The 'Mystery' of Soviet Collapse." Journal of Democracy 17.2 (2006): 21–35.
- Beissinger, Mark. "Nationalism and the Collapse of Soviet Communism" Contemporary European History 18.3 (2009): 331–347.
- Brown, Archie. The Gorbachev Factor. Oxford University Press (1997). ISBN 978-0-19288-052-9.
- Cohen, Stephen. "Was the Soviet System Reformable?" Slavic Review 63.3 (2004): 459–488.
- Crawshaw, Steve. Goodbye to the USSR: The Collapse of Soviet Power. Bloomsbury (1992). ISBN 0-7475-1561-1
- Dallin, Alexander. "Causes of the Collapse of the USSR." Post-Soviet Affairs 8.4 (1992).
- Dawisha, Karen & Parrott, Bruce (Editors). "Conflict, cleavage, and change in Central Asia and the Caucasus". Cambridge University Press (1997). ISBN 0-521-59731-5
- de Waal, Thomas. Black Garden. NYU (2003). ISBN 0-8147-1945-7
- Gorbachev, Mikhail. Memoirs. Doubleday (1995). ISBN 0-385-40668-1
- Gvosdev, Nikolas K., ed. The Strange Death of Soviet Communism: A Post-Script. Transaction Publishers (2008). ISBN 978-1-41280-698-5
- Kotz, David, and Fred Weir. “The Collapse of the Soviet Union was a Revolution from Above.” In The Rise and Fall of the Soviet Union, edited by Laurie Stoff, 155–164. Thomson Gale (2006).
- Mayer, Tom. "The Collapse of Soviet Communism: A Class Dynamics Interpretation." Social Forces 80.3 (2002): 759–811.
- Miller, Chris (2016년 10월 13일). 《The Struggle to Save the Soviet Economy: Mikhail Gorbachev and the Collapse of the USSR》. University of North Carolina Press. ISBN 978-1-4696-3018-2.
- O'Clery, Conor. Moscow December 25, 1991: The Last Day of the Soviet Union. Transworld Ireland (2011). ISBN 978-1-84827-112-8
- Segrillo, Angelo. The Decline of the Soviet Union: A Hypothesis on Industrial Paradigms, Technological Revolutions and the Roots of Perestroika. LEA Working Paper Series, no. 2, December 2016.
- Plokhy, Serhii. The Last Empire: The Final Days of the Soviet Union. Oneworld (2014). ISBN 978-1-78074-646-3
- Strayer, Robert. Why Did the Soviet Union Collapse? Understanding Historical Change. M. E. Sharpe (1998). ISBN 978-0-76560-004-2
- Suny, Ronald. Revenge of the Past: Nationalism, Revolution, and the Collapse of the Soviet Union. Stanford University Press (1993). ISBN 978-0-80472-247-6
- Walker, Edward W. Dissolution: Sovereignty and the Breakup of the Soviet Union. Rowman & Littlefield Publishers (2003). ISBN 978-0-74252-453-8